# Ștefan cel Mare
Ștefan al III-lea (n. 1438-1439, Borzești – d. 2 iulie 1504, Suceava), supranumit Ștefan cel Mare sau, după canonizarea sa de către Biserica Ortodoxă Română, Ștefan cel Mare și Sfânt, a fost domnul Moldovei între anii 1457 și 1504. A fost fiul lui Bogdan al II-lea, domnind timp de 47 de ani, cea mai lungă domnie din epoca medievală din Țările Române.
Ștefan cel Mare este considerat o personalitate marcantă a istoriei României, înzestrată cu mari calități de om de stat, diplomat și conducător militar. Aceste calități i-au permis să treacă cu bine peste momentele de criză majoră, generate fie de intervențiile militare ale statelor vecine fie de încercări, din interior sau sprijinite din exteriorul țării, de îndepărtare a sa de la domnie. În timpul domniei sale Moldova atinge apogeul dezvoltării sale statale, cunoscând o perioadă îndelungată de stabilitate internă, prosperitate economică și liniște socială.
Pe plan intern și-a bazat regimul pe o nouă clasă conducătoare formată din oameni proveniți preponderent din mica boierime, ridicați la demnități pe baza meritelor militare, loialității față de domn sau a înrudirii apropiate cu acesta. De asemenea a sprijinit foarte mult dezvoltarea răzeșimii prin împroprietăriri colective ale obștilor de răzeși, în special în urma războaielor și bătăliilor purtate, fapt care i-a asigurat loialitatea acestei clase, liniștea socială în țară și forța umană pentru a avea o armată de masă - „oastea cea mare”.
Pe plan extern a reușit să ducă o politică realistă având două mari linii directoare: impunerea sau susținerea unor conducători favorabili în țările vecine mici – Țara Românească și Hanatul Crimeii – și o politică de alianțe care să nu permită nici uneia din marile țări vecine – Imperiul Otoman, Regatul Poloniei și Regatul Ungariei să obțină o poziție hegemonică față de Moldova. A încercat, fără succes, realizarea unui sistem de alianțe internaționale împotriva turcilor, trimițând soli la Papa de la Roma, Veneția, Ungaria, Polonia, Cehia și Persia.
În plan militar a urmărit două direcții majore de acțiune. Prima a fost crearea unui sistem de fortificații permanent la granițele țării - în timpul său construindu-se sau dezvoltându-se rețeaua de cetăți ce cuprindea cetățile de la Suceava, Neamț, Crăciuna, Chilia, Cetatea Albă, Tighina, Orhei, Lăpușna și Hotin. Cea de-a doua direcție majoră a fost crearea unei armate moderne cu o componentă permanentă, profesionistă și semiprofesionistă și o componentă de masă, formată din corpuri de răzeși înarmați, mobilizați în cazul marilor campanii militare.
Pe parcursul domniei a dus peste 40 de războaie sau bătălii, marea lor majoritate victorioase, cele mai semnificative fiind victoria de la Baia asupra lui Matei Corvin în 1467, victoria de la Lipnic împotriva tătarilor, în 1469 sau victoria repurtată în Bătălia de la Codrii Cosminului asupra regelui Poloniei Ioan Albert, în 1497. Cel mai mare succes militar l-a reprezentat victoria zdrobitoare din Bătălia de la Vaslui împotriva unei puternice armate otomane conduse de Soliman-Pașa - beilerbeiul Rumeliei, la 10 ianuarie 1475.  În urma pierderii acestei bătălii, în anul următor sultanul Mahomed al II-lea va conduce în persoană o expediție în Moldova încheiată cu înfrângerea armatei Moldovei, în bătălia de la Valea Albă-Războieni.
După 1476, Ștefan a fost nevoit să accepte suzeranitatea Imperiului Otoman, obținând condiții foarte bune pentru Moldova. În schimbul unui tribut anual modic, țara își conserva intacte instituțiile și autonomia politică internă.
Ștefan cel Mare a fost un mare sprijinitor al culturii și al bisericii, ctitorind un număr mare de mănăstiri și biserici atât în Moldova, cât și în Țara Românească, Transilvania sau la Muntele Athos. Pentru aceste merite a fost canonizat de Biserica Ortodoxă Română, cu numele de Ștefan cel Mare și Sfânt, la 20 iunie 1992.
A fost căsătorit de trei ori, cu Evdochia - fiica marelui cneaz de Kiev, Maria din Mangop - din familia imperială bizantină și Maria Voichița - fiica lui Radu cel Frumos, căsătorii în care s-au născut șapte copii. Începând cu 1497 l-a asociat la domnie pe fiul său Bogdan al III-lea, care-i va succeda la tron. A murit la 2 iulie 1504 fiind înmormântat la Mănăstirea Putna.
 Fost-au Ștefan Vodă om nu mare de stat, mânios și de grabu a vărsa sânge nevinovat; de multe ori la ospețe omora fără județ. Amintrelea era om întreg la fire, neleneș și lucrul său îl știa a-l acoperi și unde nu gândeai, acolo îl aflai. 
 La lucru de războaie meșter, unde era nevoe însuși se vâra, ca văzându-l ai săi, să nu îndărăpteze și pentru aceia rar războiu de nu biruia și unde-l biruia alții, nu pierdea nădejdea, știindu-se căzut jos, se ridica deasupra biruitorilor.

## Biografie și familie

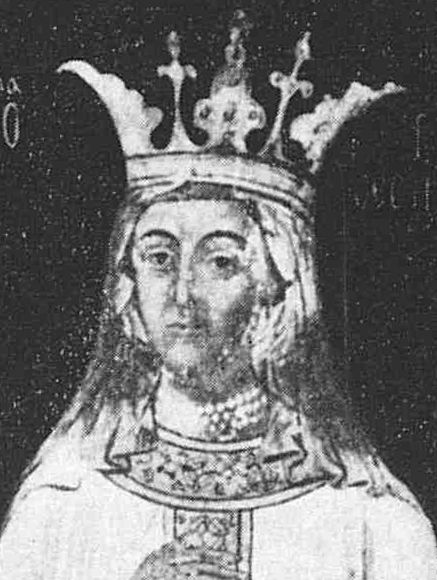
Evdochia de Kiev

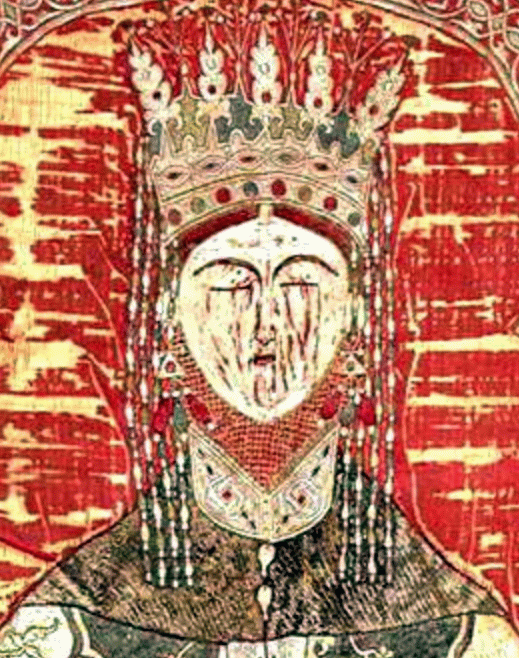
Maria de Mangop

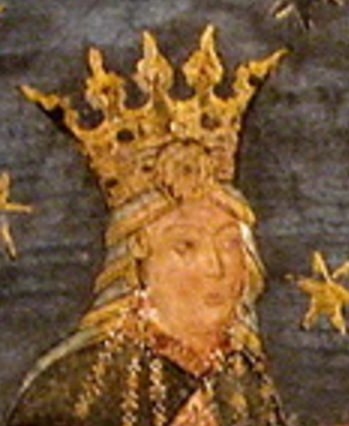
Maria Voichița

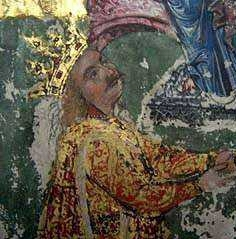
Ștefan cel Mare după Evangheliarul de la Mănăstirea Humor

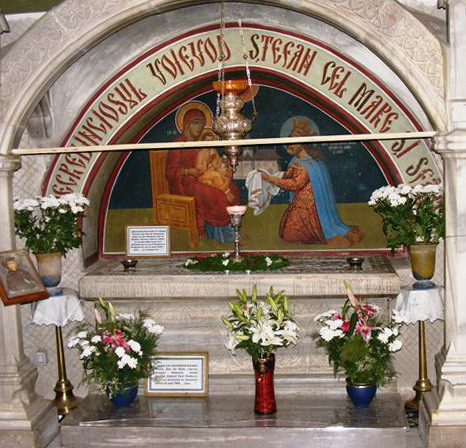
Mormântul de la Mănăstirea Putna

Conform tradiției, Ștefan cel Mare s-a născut la moșia tatălui său de la Borzești, ca fiu nelegitim al viitorului domn al Moldovei, Bogdan al II-lea și al Oltei. Bogdan era la rândul său fiu nelegitim al lui Alexandru cel Bun, iar soția sa, Oltea provenea dintr-o familie de boieri de lângă Bacău, cei doi cunoscându-se în perioada în care Bogdan s-a aflat în exil la curtea lui Vlad Dracul. Familia a mai avut încă trei băieți: Ioachim, Ion și Crâstea și două fete: Maria și Sora.:p. 35
Data nașterii nu este cunoscută cu certitudine, cele mai plauzibile variante fiind anii 1438 sau 1439.:p. 36 Despre copilăria lui Ștefan cel Mare nu sunt date cunoscute, cel mai probabil acesta și-a petrecut-o la reședința familiei.
În toamna anului 1449, tatăl său, Bogdan sprijinit cu un corp de oaste trimis de Iancu de Hunedoara, învinge armata lui Alexandru al II-lea la Tămășeni, lângă apa Moldovei, la 12 octombrie 1449 și se proclamă domn.:p. 46 
Alexandru se refugiază în Transilvania, de unde va încerca să își recapete tronul. La rândul său, Bogdan, după o încercare nereușită de a căpăta sprijinul și protecția polonezilor, și-a îndreptat eforturile diplomatice către Ungaria.:p. 47
La 11 februarie 1450, Bogdan emite în „târgul de jos” — Roman — un hrisov de recunoaștere a suzeranității lui Iancu de Hunedoara, căruia îi făgăduiește sprijin și ajutor, în orice împrejurare, pentru ca în schimb „iubitul nostru părinte să ne ocrotească sub mâna sa și să ne apere de orice dușmani ai noștri”. La sfârșitul actului, unde sunt enumerați martorii care girau acel document este menționată, imediat după domn credința iubitului meu fiu, Ștefan Voevod. Actul reprezintă prima atestare documentară a viitorului domn al Moldovei.:p. 26 Din menționarea de către tatăl său ca asociat la domnie, rezultă că Ștefan împlinise în 1450 cel puțin unsprezece ani, vârsta minimă impusă de cutumele vremii pentru o astfel de demnitate.:p. 36
Bogdan avea să fie asasinat, la 15 octombrie 1451, la Reuseni, de către fratele său vitreg Petru, alt fiu nelegitim al lui Alexandru cel Bun și care va domni ulterior sub numele de Petru Aron. 
Cronicarul polonez Jan Długosz relata astfel scena:
„Un oarecare Petru, care pretindea că are drept la domnia Moldovei și se înțelesese cu Alexandru ca să împărțească toate deopotrivă, alegând prilejul când Bogdan, poftit la țară, la un unchi de frate al aceluiași Petru, era beat, pe o noapte urâtă, sosind numai cu o sută de moldoveni, înșelă străjile lui Bogdan și, prinzându-l, îi tăie capul.”
_____ Jan Długosz, Historiae Polonicae
După omorârea lui Bogdan, familia sa, inclusiv tânărul Ștefan vor pleca în exil în Transilvania și apoi în Țara Românească, după instalarea ca domn a lui Vlad Țepeș.:p. 13 Mama sa, Oltea avea să moară la 4 noiembrie 1465.:p. 71
Ștefan cel Mare a fost căsătorit de trei ori. Dacă predecesorii săi încercaseră prin căsătorii și alianțe matrimoniale să se apropie de suzeranii lor catolici, regii Ungariei și Poloniei, politica dinastică a lui Ștefan cel Mare privind căsătoriile a fost diferită – după cum remarca istoricul P. P. Panaitescu – toate trei soțiile lui sunt principese ortodoxe din țări vecine: Evdochia, fiica lui Simeon Olelkovici de la Kiev, Maria din Paleologii de la Mangup, în Crimeea, Maria, fiica lui Radu cel Frumos din Țara Românească.:p. 25
Căsătoria cu Evdochia a avut loc la 5 iulie 1463 când, după cum scrie Grigore Ureche, luatu-s-au doamnă de mare rudă, pre Evdochiia de la Chiev, sora lui Simeon Împăratul. Iară cronicariul cel leșescu scrie că au fostu Evdochiia fată lui Simeon Împăratul, iară nu soră.:p. 36
Căsătoria a durat doar patru ani. Din această căsătorie au rezultat doi băieți și o fată. Băieții, Bogdan-Vlad născut în 1466 și Petru născut în 1467, au murit amândoi de tineri în anul 1479, la câteva luni distanță, fiind îngropați împreună în același mormânt. Fata, Elena, avea să se mărite cu fiul țarului Ivan al III-lea al Rusiei. Evdochia moare și ea în 1467, posibil la nașterea lui Petru, fiind înmormântată în Biserica Mirăuți din Suceava.:pp. 449-440
La 14 septembrie 1472 Ștefan se căsătorește din nou, cu Maria, din familia domnitoare din micul regat grecesc pontic Mangop-Theodoro, din Crimeea. Isaac, fratele noii doamne, poartă titlul de „domn de Theodoro și al întregii Khazarii”, iar Mariei înseși i se atribuie o multiplă obârșie împărătească.:pp. 585-587 Cuplul nu a avut copii. Căsătoria a fost una de conveniență și interes politic, care a durat atâta timp cât acest interes a existat. 
„În 1475 însă după luna lui iulie, în care Caffa fiind luată de turci, Mangopul intră in stăpânirea lor, Ștefan cel Mare ne mai având nici un interes a păstra ca soție pe moștenitoarea acelei domnii pierdute, se desparte de odrasla Comnenilor și duce la altar pe cealaltă Marie sau Vochița, fata lui Radu Vodă.”:p. 398
_____ A. D. Xenopol, Istoria românilor din Dacia Traiană
Maria va mai trăi puțin după divorț, la 19 decembrie 1477, după cum nota Grigore Ureche pristăvitu-s-au doamna Maria ce era de la Mangop, fiind înmormântată la Mănăstirea Putna.:p. 36
În anul 1475, după divorțul de Maria de Mangop, Ștefan s-au încununat cu doamna Voichița, fata Radului Vodă.:p. 48. Căsătoria avea să dureze până la moartea domnului, Maria Voichița supraviețuindu-i încă șapte ani. A murit în 1511, fiind înmormântată la Mănăstirea Putna. Din căsătoria lor au rezultat doi copii, un băiat, viitorul domn Bogdan al III-lea și o fată, Maria, decedată în 1518 și înmormântată la Mănăstirea Putna.:pp. 398-401
Ștefan a avut și un număr de concubine, cea mai cunoscută fiind Maria Rareș din Hârlău, mama viitorului domn Petru Rareș.:p. 399 Un alt posibil fiu nelegitim, a cărui mamă nu este cunoscută, a fost viitorul domn Ștefan Lăcustă.:p. 280
Ștefan cel Mare a murit la 2 iulie 1504 în urma infectării unei răni mai vechi, fiind înmormântat la Mănăstirea Putna.

## Personalitatea
Lui Ștefan cel Mare românul îi atribuie tot ce-i pare curios, mare, vitejesc și chiar neînțeles în pământul nostru. Orice cetate, orice zid, orice val, orice șanț, întreabă-l cine le-au făcut; el îți va răspunde: Ștefan cel Mare. Orice pod, orice biserică, orice fântână, orice curte sau palat vechi, el le va raporta eroului său. Orice bunătate, orice așezământ a căruia rămășițe se mai trăgănează până astăzi, orice legiuire ominească, orice puneri la cale înțălepte Ștefan vodă le-au urzit, îți va zice el, și iar Ștefan vodă. 
 În sfârșit, acest domn, pentru moldoveni rezumă toate faptele istorice, toate monumentele, toate isprăvile și instituțiile făcute în cinci veacuri, de atâția stăpânitori.
Descrierea, înfățișării, caracterului și trăsăturilor de personalitate ale lui Ștefan cel Mare este o întreprindere dificilă, având în vedere că nu s-au păstrat izvoare documentare interne din epocă, iar multe din cele externe se bazează pe relatări orale, mai mult sau mai puțin credibile, și interpretate funcție de contextul cultural local și interesele pe care țara respectivă le avea față de Moldova. Unele dintre scrierile contemporane lui au un vădit caracter apologetic, fiind pline de cuvinte de laudă și alcătuite, foarte probabil, din dorința vădită de a-l linguși pe Ștefan, în vederea obținerii unor foloase. Alte caracterizări, scrisese după moartea lui, au preluat ideile acestora, într-un mod selectiv, în încercarea de a crea un erou idealizat, care să servească drept model pentru deșteptarea sau cultivarea unei conștiințe naționale a românilor. „Sunt, însă, și caracterizări provenind din spații și epoci diferite care îi atribuie, în chip repetat, aceleași însușiri, ceea ce înseamnă că ele îi erau cu adevărat proprii”.:p. 449

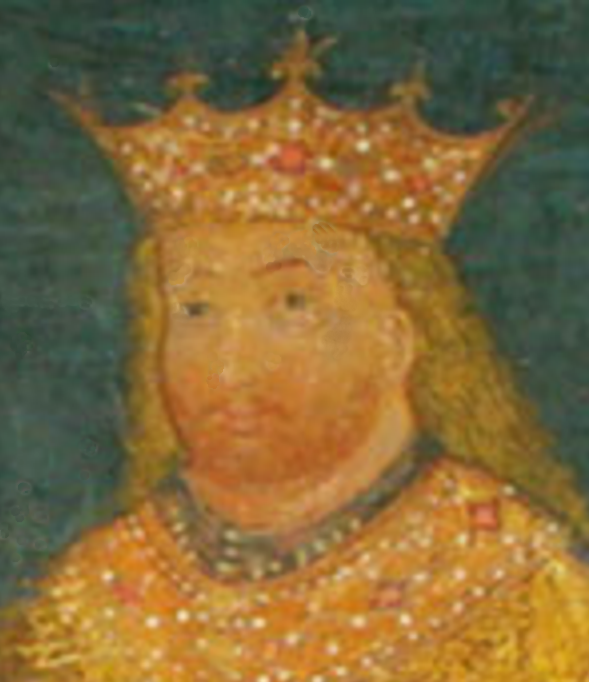
Portret de la Biserica din Pătrăuți

Pe baza portretelor din tablourile votive ale bisericilor ctitorite și a celor câteva izvoare scrise păstrate, se poate spune că Ștefan era un bărbat de înălțime medie spre mică (probabil sub 160 cm, după standardele vremii).
„«Om nu mare de statu» dar probabil cu un trup foarte vânjos, cu fața rotundă și plină, cu o frunte largă, cu ochi albaștri, cu părul lung și blond lăsat în plete pe spate, cu mustață de asemenea blondă și, în unele etape ale vieții, cu o umbră de barbă. Rana de la glezna stângă trebuie să-l fi făcut, cel puțin în ultimii ani, să șchiopăteze.”:p. 519
_____ Ștefan S. Gorovei, Maria Magdalena Székely, Princeps omni laude maior. O istorie a lui Ștefan cel Mare
Din relatările păstrate, se poate deduce că Ștefan cel Mare a avut multe trăsături specifice unui temperament coleric, dar pe măsură ce a înaintat în vârstă a reușit să își controleze o serie de manifestări negative tipice acestui caracter, cum ar fi instabilitatea emoțională, accesele de furie sau mânie, imprudența, etc.
„Dacă cercetam caracterul lui Ștefan, îl videm de la început cuprins de un mare neastâmpăr. Nu putea sta un moment fără a nu face ceva. Și fiind-că lucrarea acelui timp se mișca mai ales în câmpul răsboiului, apoi îl videm pe dânsul apucându-se de răsboaie mai mult îndrăznețe decât cugetate.” :p. 408
_____ A.D. Xenopol, Caracterul lui Ștefan cel Mare
Referindu-se la caracterul lui Ștefan, cronicarul maghiar Nicolaus Isthuanffius (Miklós Istvánffy) îl portretiza ca fiind „șovăitor în credință și nestatornic”, unde remarca privind lipsa de credință se referea la presupusa încălcare de către Ștefan a jurământului de suzeranitate față de regele Ungariei.:p. 457 La rândul său, regele Sigismund I al Poloniei, îl caracteriza astfel: „Ștefan era din fire abil, viclean, nestatornic, viteaz și cu suflet mare, pentru care a fost numit, de către cei tineri, vulpe șireată”. Iar un document din arhivele statului venețian concluziona că „a fost în moarte ca și în viață, teribil și prudent”.:p. 417
Istoricul A.D. Xenopol sintetiza personalitatea domnului, subliniind că Ștefan cel Mare răsfrânge în el caracterul obștesc al timpului său. El era religios și crud in același timp, două însușiri, ce nu s-au exclus niciodată una pe alta, deși religia creștină recomandă blândețea ca virtutea ei supremă. Despre modul în care s-au manifestat ambele aceste însușiri s-au păstrat multe mărturii. Pentru caracterul evlavios și pios stau mărturie atât numărul mare de lăcașuri de cult construite cât și pictura bisericească și cărțile de cult cu care acestea au fost înzestrate. La rândul lor, episoadele de cruzime, uneori extremă, apar și ele pe timpul îndelungatei sale domnii: arderea orașului Brăila, omorârea solilor tătari, omorârea fără judecată a unor boieri, inclusiv a doi dintre cumnații săi etc.  Deși acest tip de fapte reprezentau de multe ori „normalitatea” prin care suveranii creștini sau musulmani din epocă își exercitau dreptul de viață și de moarte asupra supușilor, ignorarea de către aceștia a unor cutume privind protecția populației necombatante, protecția solilor sau dreptul la judecată, era condamnată de către societate, chiar dacă era justificată de suverani prin necesități dinastice, politice sau militare.:p. passim:passim:passim Cronicarul maghiar Nicolaus Isthuanffius, referindu-se la Ștefan spunea că era mândru și cruzimea neobișnuit a firii i-au șters puțin din faima și gloria faptelor sale.:p. 457
Majoritatea acestor excese sunt consemnate în prima parte a domniei, atunci când tot nechibzuita tinereță îl împinsese a jertfi prețioasa prietenie a lui Vlad Țepeș, a provoca pe regele Matei Corvin, a întreprinde atacul Munteniei celei căzute în stăpânirea turcilor.:p. 415

## Accederea la tron

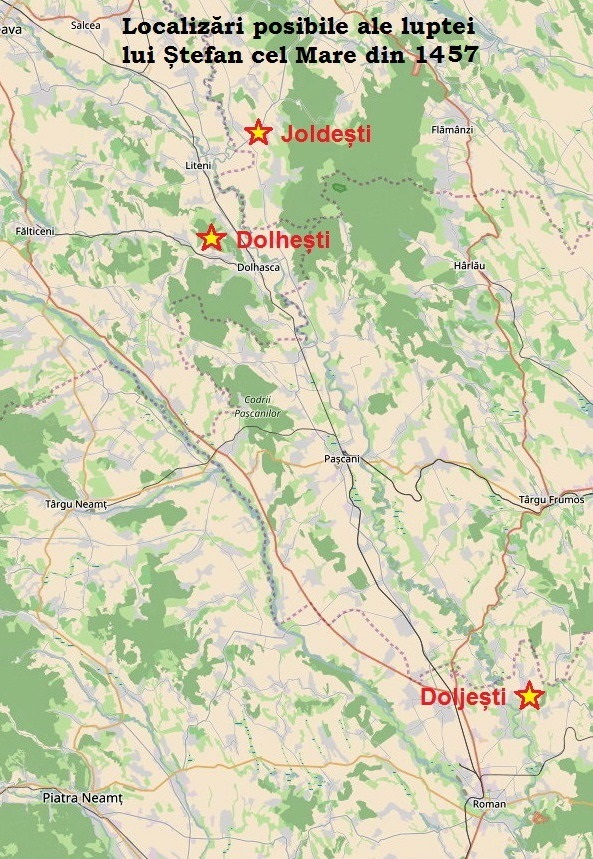
Localizari posibile ale luptei din 1457

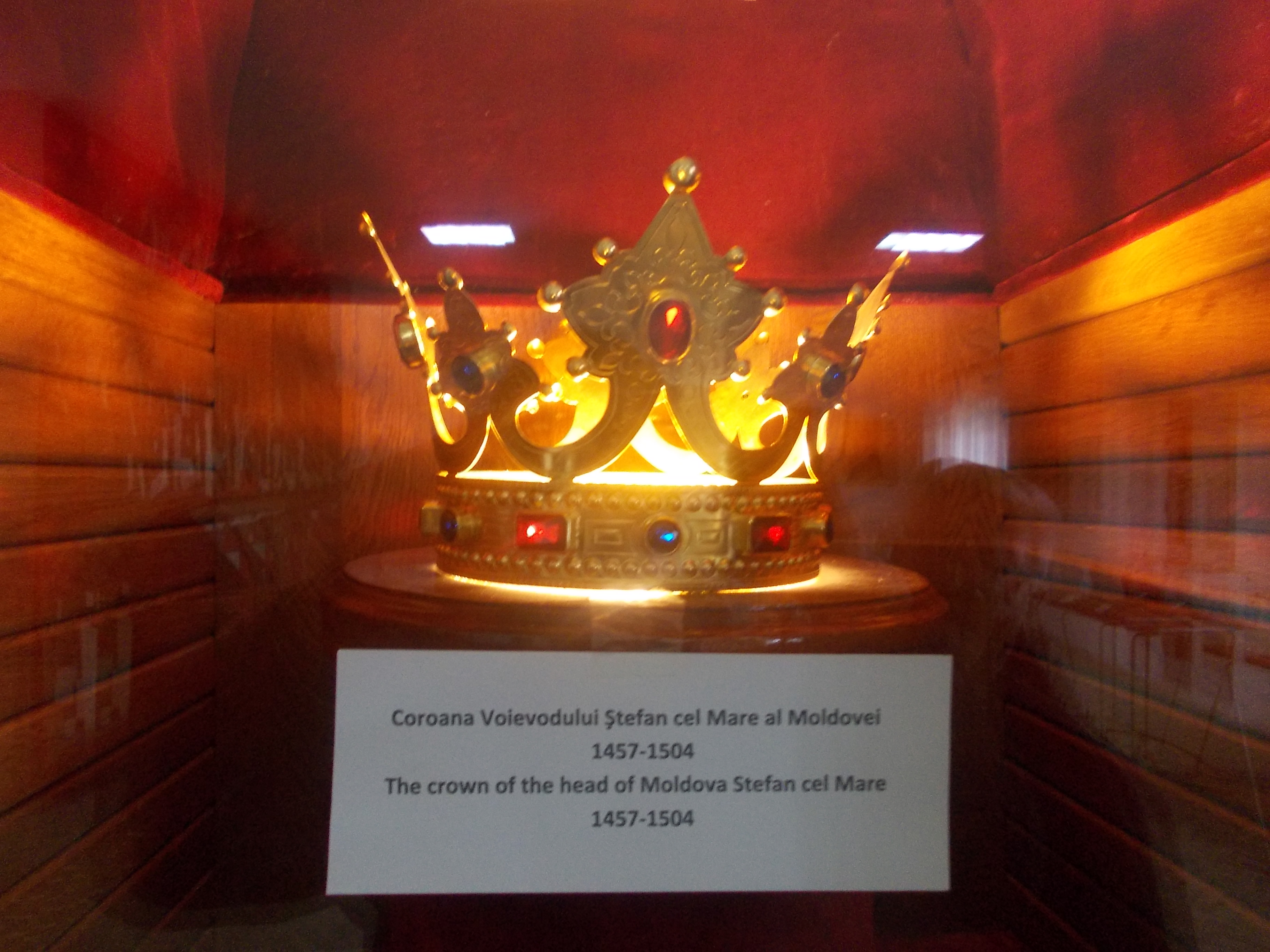
Coroana lui Ștefan cel Mare (reconstituire)

La începutul lunii aprilie 1457, Ștefan a intrat în Moldova, înaintând spre Suceava, de-a lungul văii Siretului. Era însoțit de o armată de circa șase mii de oameni, din care un corp de o mie de munteni oferit de Vlad Țepeș, iar restul moldoveni din Țara de Jos.:p. 13:p. 59
Petru Aron a fost surprins de această acțiune, reușind să strângă în grabă o armată cu care l-a atacat pe Ștefan la Doljești, pe Siret, la 12 aprilie. Petru Aron a fost învins și a părăsit câmpul de luptă. A încercat o nouă rezistență la Orbic, la 14 aprilie, în Joia Mare a anului 1457, dar a fost din nou înfrânt și silit să ia calea exilului, în Polonia.:p. 54
„În anul cum se socotește de la nașterea lui Christos 1457, în luna lui aprilie, în săptămâna mare dinaintea Paștilor, veni Stefan Vodă, fiul lui Bogdan Vodă, cu o mică oaste. Și veniră asupra lor Aron Vodă la un părău sau apă cu numele Hreasca, la Doljești. Așa, goni Ștefan Vodă pe Aron Vodă din țară și rămase însuși domn prin silnicie.”:p. 59
_____ Cronica lui Ștefan cel Mare
Despre locul exact al luptei au existat mai multe variante vehiculate de-a lungul vremii. Majoritatea istoricilor (Nicolae Iorga, Constantin C. Giurescu, Ilie Minea Minea ș.a.) au propus ca loc al bătăliei localitatea Doljești, de lângă Roman, pornind de la relatările cronicilor moldovenești. A. D. Xenopol, pornind de la o versiune a letopisețului lui Grigore Ureche, a presupus că lupta a avut loc la Joldești, în ținutul Botoșani.:p. 13 Cea mai plauzibilă pare a fi cea a lui Alexandru I. Gonța, care identifică drept loc al bătăliei localitatea Dolhești, de pe valea râului Șomuzul Mare, pornind de la toponimul menționat în cronica germană – Dolschecht, dar luând în considerare că acest sat aparținea surorii sale, căsătorită cu Șendrea, viitorul portar al Sucevei.
După câștigarea bătăliilor și alungarea lui Petru Aron, Ștefan va organiza o mare ceremonie publică de încoronare, într-un loc numit Direptate, pe valea Siretului.
„Deciia Ștefan vodă strâns-au boierii țării și mari și mici și altă curte măruntă dimpreună cu mitropolitul Theoctistu și cu mulți călugări, la locul ce să chiamă Direptatea și i-au intrebatu pre toți: este-le cu voie tuturor să le fie domnu ? Ei cu toții au strigat într-un glas: “În mulți ani de la Dumnezeu sa domnești”. Și decii cu toții l-au rădicatu domnu și l-au pomăzuitu spre domnie mitropolitul Theoctistu. Și de acolea luo Ștefan vodă steagul țărâi Moldovei și să duse la scaunul Sucevii.”:p. 35
_____ Grigore Ureche, Letopisețul Țării Moldovei

## Politica internă

### Consolidarea bazei politico-sociale

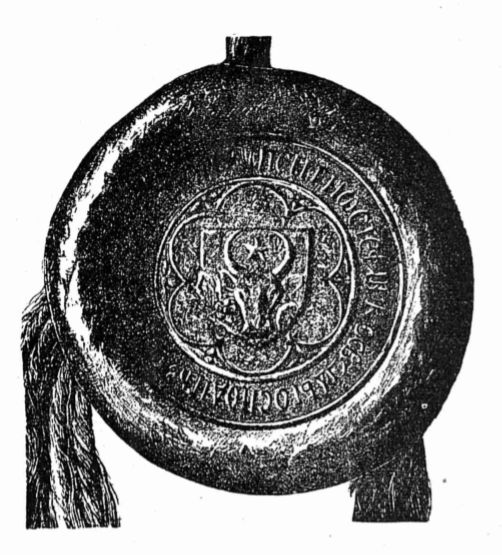
Pecetea lui Ștefan cel Mare

Moldova în timpul lui Ștefan cel Mare (1483)

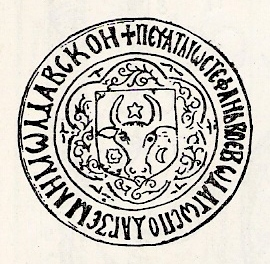
Sigiliul Moldovei

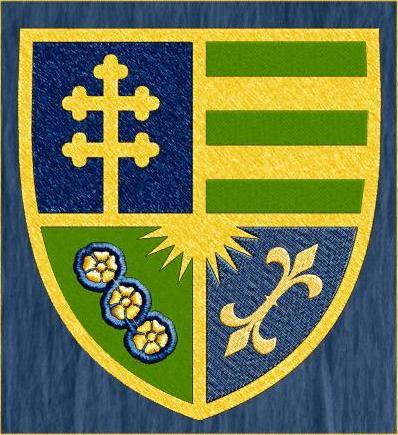
Stema lui Ștefan cel Mare (1502)

Politica dusă de Ștefan cel Mare pe plan intern de-a lungul domniei avea ca scop principal consolidarea puterii centrale a domnului și asigurarea liniștii sociale. În acest sens, principalele direcții de acțiune au fost reprezentate de: repopularea țării prin împroprietărirea cu pământ și acordarea de privilegii răzeșimii, crearea unei noi clase aristocratice (mica boierime) pe baza meritocrației militare, întărirea puterii militare și a capacității de apărare a țării, reconcilierea cu vechile familii boierești și rechemarea celor plecați în exil, asigurarea loialității Sfatului Domnesc - prin creșterea ponderii dregătorilor militari (pârcălabii) și introducerea unui număr însemnat de membri ai familiei sale.:pp. 16-17
În încercarea de a găsi o contrapondere politică la clasa marilor boieri, Ștefan a manifestat o preocupare constantă pentru dezvoltarea micii boierimi (curtenii și slujitorii) și a țărănimii libere. Marea proprietate, acordată boierilor, era din punct de vedere juridic „feudă”, fiind grevată de obligația titularului de a efectua serviciul militar cu oamenii săi în schimbul garantării de către domn a posesiuni pământului. În schimb, mica proprietate, deși nu se se bucura de vreo garanție din partea domnului, era lipsită și de constrângeri militare, fiind una de tip alodial.:p. 48
Din acest motiv, până la urcarea pe tron a lui Ștefan, țăranii liberi nu erau obligați să presteze serviciul militar, deoarece pământul pe care îl stăpâneau nu era primit de la domn. Ștefan avea să facă o reformă radicală în sistemul relațiilor feudale, prin obligarea țărănimii libere la prestarea serviciului militar, conferind astfel acestei clase o funcție politică importantă în viața statului. Utilizarea răzeșimii în armată a reprezenta o lovitură importantă la situația privilegiată a marii boierimi, singura care avea monopolul obligațiilor militare. În momentul în care Ștefan a implicat în chestiunile de apărare a țării și alte elemente sociale, care executau serviciul militar fără a primi în schimb imunități și privilegii, ponderea marii boierimi mari ca bază socială a țării, s-a diminuat în in mod esențial.:pp. 112-114
Puterea lui Ștefan vodă a stat în «curtea» lui, în această oaste de țară, am putea zice în oameni de arme sădiți de el pe tot întinsul țării. Căci acesta a fost actul politic mai însemnat, care lămurește puterea și politica marelui domn. El a fost un mare colonizator de oșteni. Toate «locurile pustii», adică fără proprietar, erau de drept ale domniei și domnul coloniza pe ele oșteni-plugari. Aceștia au format puterea de neînfrânt a domnului, înăuntru și în afară.:p. 16
_____ P. P. Panaitescu, Ștefan cel Mare. O încercare de caracterizare
Acest fapt este confirmat și de numărul mare de hrisoave de împroprietărire cu „loc în pustiu” în diferite regiuni ale țării, preponderent în cele de graniță.:p. 36

### Relația cu marea boierime

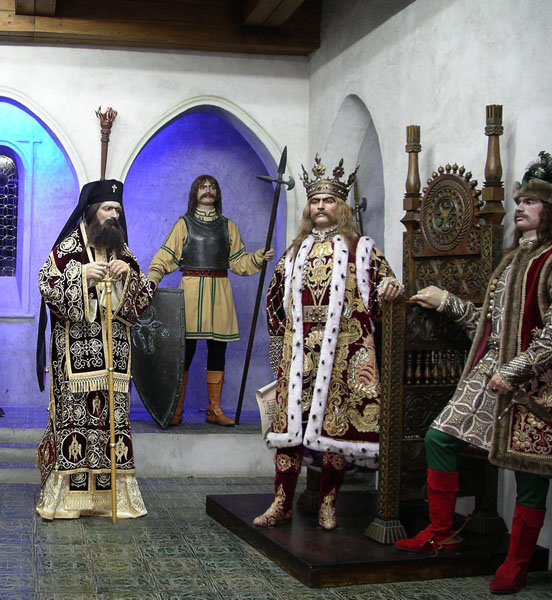
Sala Tronului

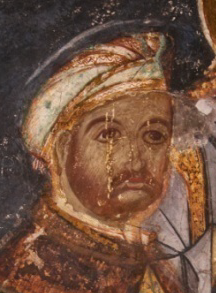
Luca Arbore, portarul Sucevei

Relația sa cu marea boierime a fost una în general pașnică, caracterizată prin autoritarism domnesc, cu puține manifestări de nesupunere sau revoltă din partea boierilor. Relația a evoluat în timp, pe măsură ce autoritatea centrală a domnului se întărea. Astfel, în primii ani de domnie, Ștefan a căutat să țină sub control puterea boierilor prin menținerea privilegiilor, iertarea celor care l-au slujit pe Petru Aron și trimiterea de cărți de iertare și rechemarea în țară a boierilor fugari, în frunte cu boierul Mihu.:p. 74
Ștefan a schimbat de asemenea și ierarhia boierească, creând imediat sub domn un nivel al conducătorilor administrațiilor locale, pârcălabii de cetăți (ținuturi), cărora le-a acordat puteri lărgite. Pentru a-și consolida puterea și a-și asigura controlul asupra acestora, el a încredințat aceste posturi de mare răspundere doar rudelor sale și celor mai apropiați dintre boieri. Ca semn al importanței pe care o aveau, pârcălabii erau situați întotdeauna înaintea dregătorilor de curte, cu excepția marelui vornic.:p. 109
În aceeași idee Ștefan a asigurat o stabilitate mare pe funcții a marilor dregători, mulți rămânând în aceeași poziție pentru un număr mare de ani, cum ar fi: marele  spătar Câlnău – optsprezece ani, marele vistiernic Iuga – douăzeci și unu de ani sau marele logofăt Tăutu – mai mult de treizeci de ani.  Acest lucru a asigurat totodată și o mare stabilitate administrației țării.:p. 109
Ca urmare a acestor măsuri, Ștefan a avut de înfruntat doar două conspirații boierești în cei patruzeci și șapte de ani de domnie, cea din 1471 – când au fost decapitați trei mari boieri în frunte cu cumnatul său, marele vornic Isaia și cea organizată în 1504 – cu două zile înainte de moartea sa, care viza îndepărtarea fiului său Bogdan de la tron, terminată identic cu omorârea capilor conspirației.:p. 129, 267

## Viața economică și socială

### Infrastructura
Infrastructura de transport a Moldovei în timpul domniei lui Ștefan cel Mare era slab dezvoltată, neexistând drumuri construite sau întreținute de autorități. 
„Drumurile erau niște simple urme de șleauri, de-a lungul anumitor văi sau pe anume direcții, pe care experiența le arătase ca mai prielnice pentru comunicarea între două ținuturi sau localități. Starea lor, ca pretutindeni de altmintrelea în acele vremuri, era foarte rea, căci ele erau fie acoperite de un strat gros de praf, fie adevărate mocirle cu gropi adânci.”:p. 154
Trecerile peste râuri se făcea, de regulă, prin vaduri, iar dacă acestea erau prea adânci, pe poduri umblătoare. Podurile fixe erau de lemn, peste râurile mai mari sau de piatră, peste pârâuri. Principalele puncte de trecere prin vad a marilor râuri erau la Verișcani și Reuseni, pe Siret, Țuțora și Cernăuți, pe Prut, Vadul Jorii, pe Nistru și Bătinești pe Putna. Poduri umblătoare erau la Târgul Siret, pe Siret, Cernăuți, pe Prut și Roman, pe Moldova.:p. 155

### Administrația financiară
Principalele surse de venit ale domniei erau reprezentate de veniturile încasate din monopoluri și taxe vamale. Domnul avea monopolul exploatării și comercializării sării și argintului, precum și monopolul comerțului cu pește, ceară și blănuri prețioase. Vămile erau așezate pe principalele artere comerciale. Sistemul vamal cuprinde vămile externe, dispuse pe frontieră și vămi interne. Vama de import se plătea doar la Suceava iar vama de export la vămile externe de la Cernăuți (pentru Regatul Poloniei), Chilia (pentru Imperiul Otoman), Cetatea Albă (pentru  Regatul Crimeii), Adjud (pentru Regatul Ungariei) și Putna (Țara Românească). În plus mai existau vămi interne unde se plătea o taxă de tranzit, la Lăpușna, Roman, Bacău, Vaslui, Bârlad și Tecuci.:p. 88:p. 72
Ca surse secundare de venit o reprezentau arendele încasate de la proprietarii de case si atelierele meșteșugărești din orașe, amenzile și taxele de judecată (tretina - a treia parte din lucrul judecat) și veniturile satelor și ocoalelor domnești. Domnul devenea de asemenea proprietar de drept al moșiilor rămase fără moștenitor precum și a celor confiscate de la boierii condamnați pentru „hiclenie” (trădare).:pp. 71-72
Ștefan cel Mare a fost unul dintre puținii domni ai Moldovei care au bătut o monedă proprie - gros moldovenesc, fapt ce reprezenta inclusiv o modalitate de a afirmare a suveranității. Monedele erau confecționate din argint, cu un diametru de 13 milimetri, având ștanțate stema țării și inscripțiile MONETAMOLDAVIE pe avers și STEFANVSVOIEVODA pe revers. Valorile erau de un gros și o jumătate de gros.:p. 297
Cantitatea de masă monetară a fost însă una mică, baterea monedelor fiind determinată în primul rând de scopuri politice - plata serviciilor militare prestate de boierime sau a mercenarilor și mai puțin pentru facilitarea schimburilor comerciale, care se bazau în continuare pe monedele emise de mai puternicele state vecine.:p. 353

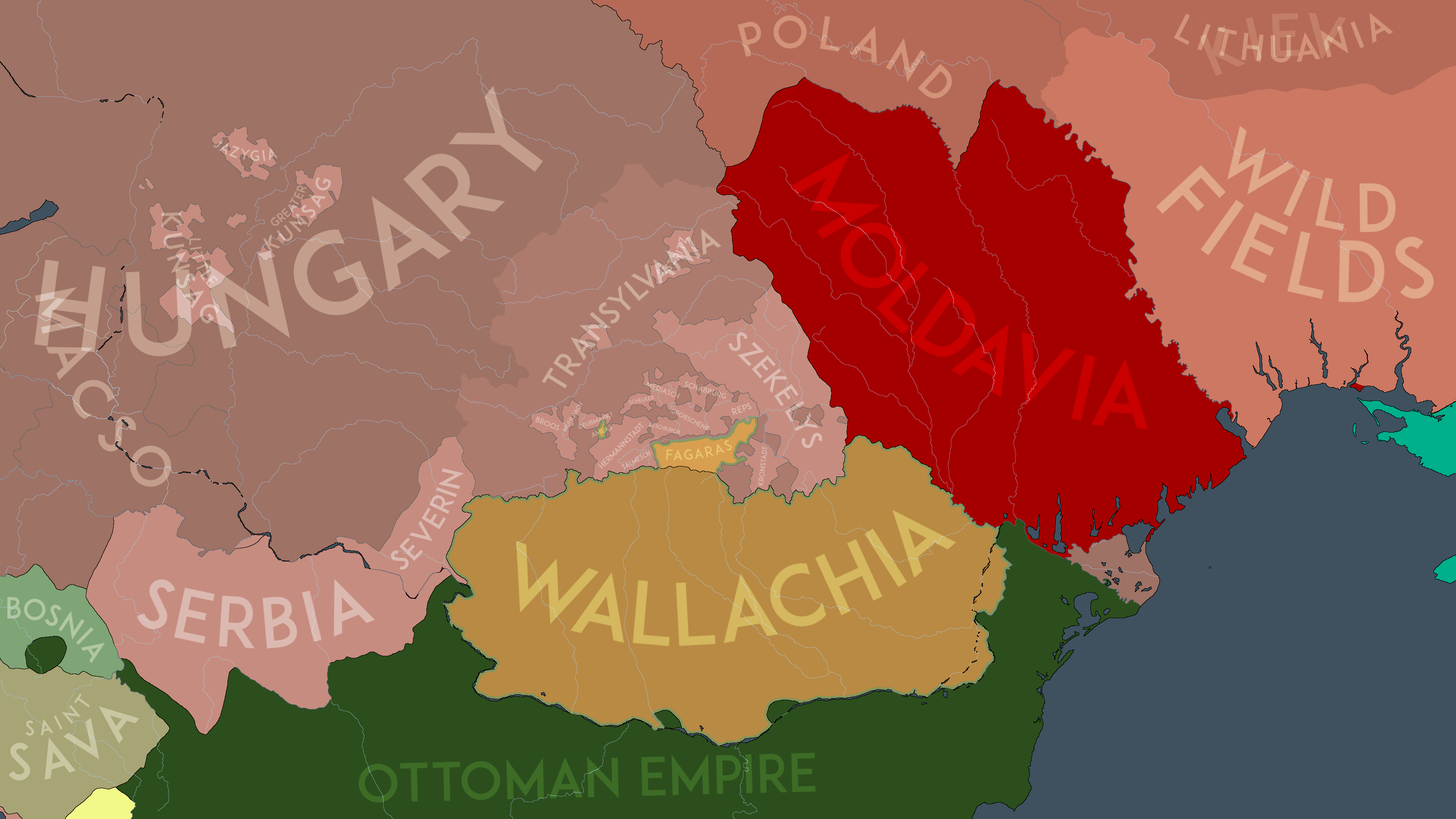
Spațiul Carpato-Danubiano-Pontic În 1457 AD, la începutul domniei lui Ștefan cel Mare.

## Politica externă

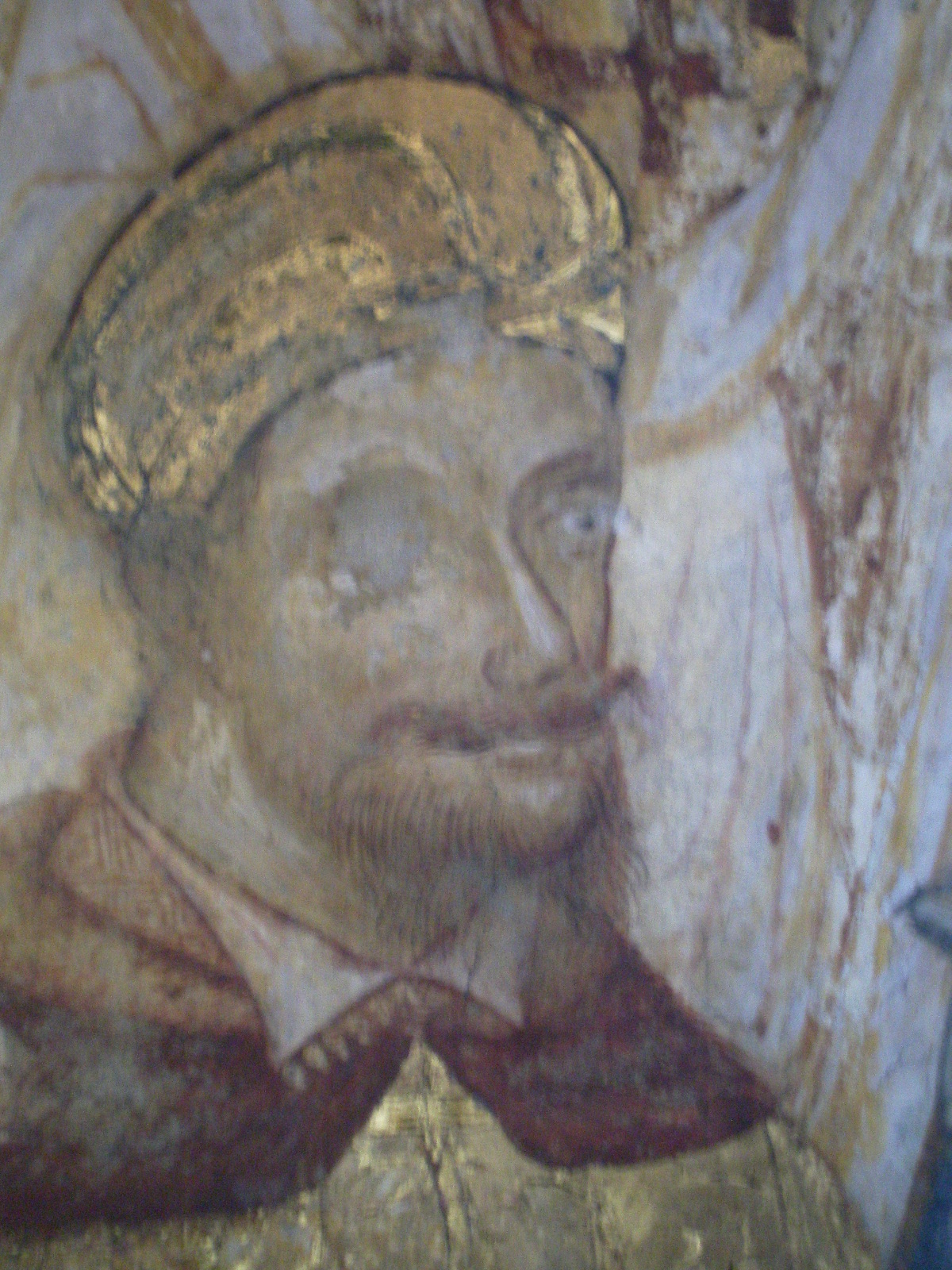
Logofătul Ioan Tăutu, principalul sfetnic de politică externă

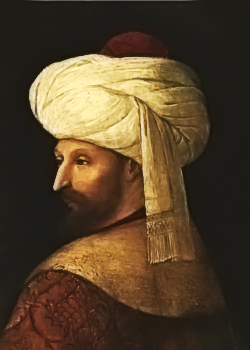
Mahomed al II-lea

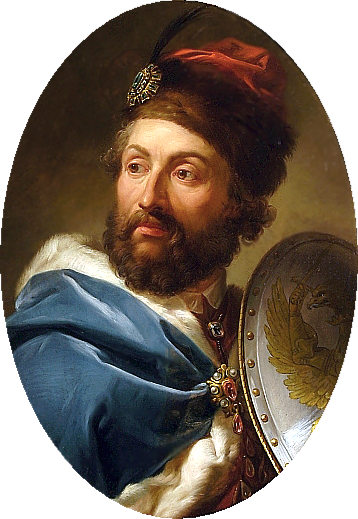
Cazimir al IV-lea

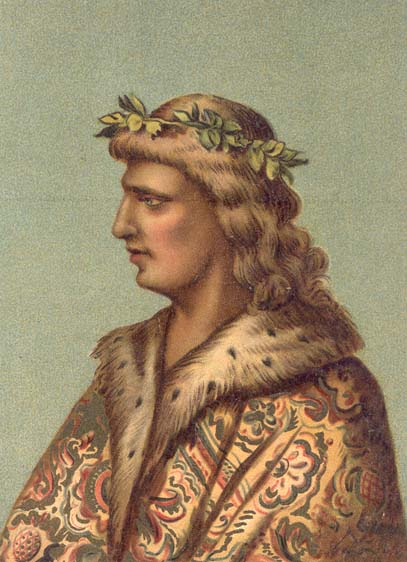
Matei Corvin

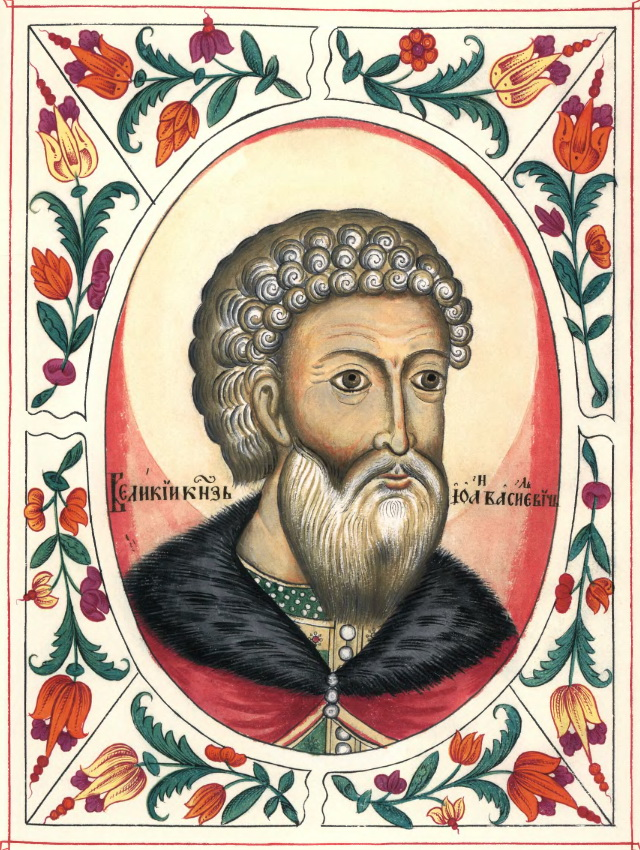
Ivan al III-lea

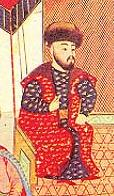
Mengli Ghirai

În politica externă a lui Ștefan cel Mare pot fi identificate trei mari perioade, fiecare cu obiective specifice.:p. 7
La urcarea pe tron a lui Ștefan, contextul geopolitic făcea ca Moldova să fie obiectul încercărilor de hegemonie ai celor doi mari vecini, regatele Poloniei și Ungariei. În urma perioadei de instabilitate generată de luptele pentru domnie dintre urmașii lui Alexandru cel Bun, poziția ei față de cei doi vecini rivali se degradase considerabil, de unde necesitatea pentru tânărul domn de a duce o politică externă realistă și echilibrată.:p. 516
„Ștefan urmări încă din tinerețea lui un principiu, care îi fu prea folositor în lunga și viforoasa lui carieră. Niciodată doi dușmani, ci totdeauna împăcarea cu unul, cât era în ceartă cu celălalt.”:p. 408
_______A.D.Xenopol, Istoria românilor din Dacia Traiană
Pentru transpunerea în practică a politicii externe, Ștefan va acorda o atenție deosebită dezvoltării instituției însărcinate cu acest domeniu, logofeția. Marele logofăt avea să devină cel mai important dregător al țării. Ștefan și-a ales cu grijă colaboratorii din acest domeniu, în lunga sa domnie demnitatea de logofăt a fost îndeplinită doar de trei boieri: Ioan Dobru (8 septembrie 1457 – 5 februarie 1468), Toma (28 iulie 1468 – 26 august 1474) și Ioan Tăutu (14 aprilie 1475 – 7 octombrie 1503).:p. 38 Cei mai cunoscuți diplomați moldoveni din această perioadă, menționați pentru modul cum au condus soliile încredințate de domn au fost logofătul Ioan Tăutu și Ioan Țamblac.:p. 10 
Diplomația se judecă după rezultate, și rezultatele diplomației lui Ștefan sunt minunate. La 1462–1465 se luptă cu muntenii și e în pace cu turcii, ungurii și polonii; la 1467 se luptă cu ungurii, e bine cu turcii și polonii intervin în favoarea lui, protestând la Buda; la 1469–1479 e în luptă cu muntenii – ungurii și turcii nu intervin; la 1475–1476 luptă cu turcii – polonii și ungurii îi trimit mici ajutoare; la 1477–1480 luptă cu muntenii, ajutat de unguri; la 1481–1487 luptă cu turcii, fără intervenție polonă și ungurească; la 1497–1499 luptă cu polonii – ungurii, turcii și rușii intervin în favoarea lui Ștefan. Chiar cu tătarii lui Mengli Ghirei a avut mult timp relații bune.:p. 27
_______P.P. Panaitescu, Ștefan cel Mare

### 1457–1469
Prima perioadă, între 1457–1469, este caracterizată de acțiunile politice și militare pentru recunoașterea externă și consolidarea domniei. În acest sens erau vizate întărirea poziției Moldovei pe scena regională și recâștigarea libertății de acțiune a țării, simțitor îngrădită în deceniile anterioare. Imediat după înscăunare au loc ciocnirile cu polonii care-l adăposteau pe Petru Aron și cu care avea să încheie pace în 1459. Urmează încercările de cucerire a Chiliei, luptele de la Baia cu Matei Corvin, de la Lipnic cu tătarii și atacul Țării Românești și arderea Brăilei. Tot în această perioadă a reînnoit privilegiile comerciale pentru negustorii din Brașov și Lvov și a inițiat contactele cu mănăstirile de la Muntele Athos.:pp. 8-9.:p. 516

### 1470–1486
Cea de-a doua perioadă, între 1470–1486, a fost cea mai complicată și dificilă din timpul domniei sale, fiind perioada de apogeu a conflictului cu Imperiul Otoman. O primă constantă a politicii externe a lui Ștefan în această perioadă a fost atragerea Țării Românești în coaliția antiotomană. Primul episod l-a reprezentat conflictul cu Radu cel Frumos, concretizat în patru campanii militare desfășurate între 1469-1473, încheiat cu victoria lui Ștefan.:p. 522-524
În același context, Ștefan a intervenit și a numit patru domni în Țara Românească: Laiotă Basarab, Vlad Țepeș, Basarab cel Tânăr Țepeluș și Vlad Călugărul, împotriva unora dintre aceștia fiind nevoit să ducă campanii militare pentru a-i scoate din domnie, pentru că i-au trădat încrederea.:pp. 9-10
O a doua linie majoră a politicii externe a perioadei a fost de a avea liniște și eventual sprijin în lupta antiotomană din partea vecinilor mari, în acest scop încheind „pace trainică și veșnică” cu Matei Corvin, în 1475 și depunând jurământ de vasalitate și credință lui Cazimir al IV-lea, regele Poloniei, la Colomeea, în 1485. În aceeași direcție se înscrie scrisorile și soliile trimise Papei de la Roma și conducătorilor Veneției, cea mai cunoscută fiind solia lui Ioan Țamblac din 1477.:pp. 10-12:p. 89
Obiectivul principal al politicii externe în această perioadă avea să fie însă încercarea de a asigura integritatea teritorială a Moldovei și independența față de Imperiul Otoman.:pp. 151-216
„S-a întâmplat ca atunci când toți principii supuși stăpânului (Mehmet al II-lea - n.n.) au aflat că Zucha-Zan (Uzun Hasan, hanul turcmenilor – n.n) intrase în luptă împotriva lui, ei s-au veselit cu toții, zicând: «Acum,
Mehmet va fi nimicit. Ceea ce el ne-a făcut nouă, îi va face lui acum Dumnezeu... ». Și s-au răsculat împotriva turcilor... Între ei se afla și domnul Valahiei Mici (Moldova – n.n)... Dat fiind că țara sa e mică și locuitorii ei sunt puțin numeroși, dar cu toții viteji, care se adăpostesc în munți și văi, cine ar avea îndrăzneala să se apropie de ei? Așadar, când a aflat că Zucha-Zan a pornit la luptă împotriva stăpânului său, sultanul Mehmet al II-lea, Ștefan a început să urzească fel de fel de planuri. Pe ascuns, a pus capăt supunerii sale și și-a scuturat umerii de povară...” :p. 525
______Elia ben Elkana Capsali - Istoria Otomană
În acest sens Ștefan a renunțat la plata tributului către Poartă în 1473, a condus două campanii majore antiotomane – cele din 1475 și 1476, precum și alte patru campanii minore – cele pentru apărarea Chiliei și Cetății Albe din 1475 și 1484, precum și luptele împotriva oștilor turcești conduse de Ali Hadâmbul, beilerbey-ul Rumelie și Malcoci, pașa de Silistra, din în 1485-1486.:pp. 11-13
La începutul anilor 1480, contextul regional începea să se schimbe. Polonia înclina tot mai mult să coopereze cu turcii, Ungaria acorda prioritate Europei Centrale, Țara Românească fusese readusă sub controlul Porții iar Hanatul Crimeii redevenise vasal acesteia.:p. 539 După cucerirea de către turci a Chiliei și Cetății Albe și în noul context extern european, Ștefan decide în 1487 să încheie pace cu Imperiul Otoman, acceptând reluarea plății tributului în schimbul garantării de către aceștia a statalității și independenței Moldovei. 
„Anul 892 (1487). În zilele când Davud-pașa a plecat în expediție în Arabia, a venit un sol din Moldova cu haraci pe doi ani și a plecat primind răspunsul de pace”.:p. 329

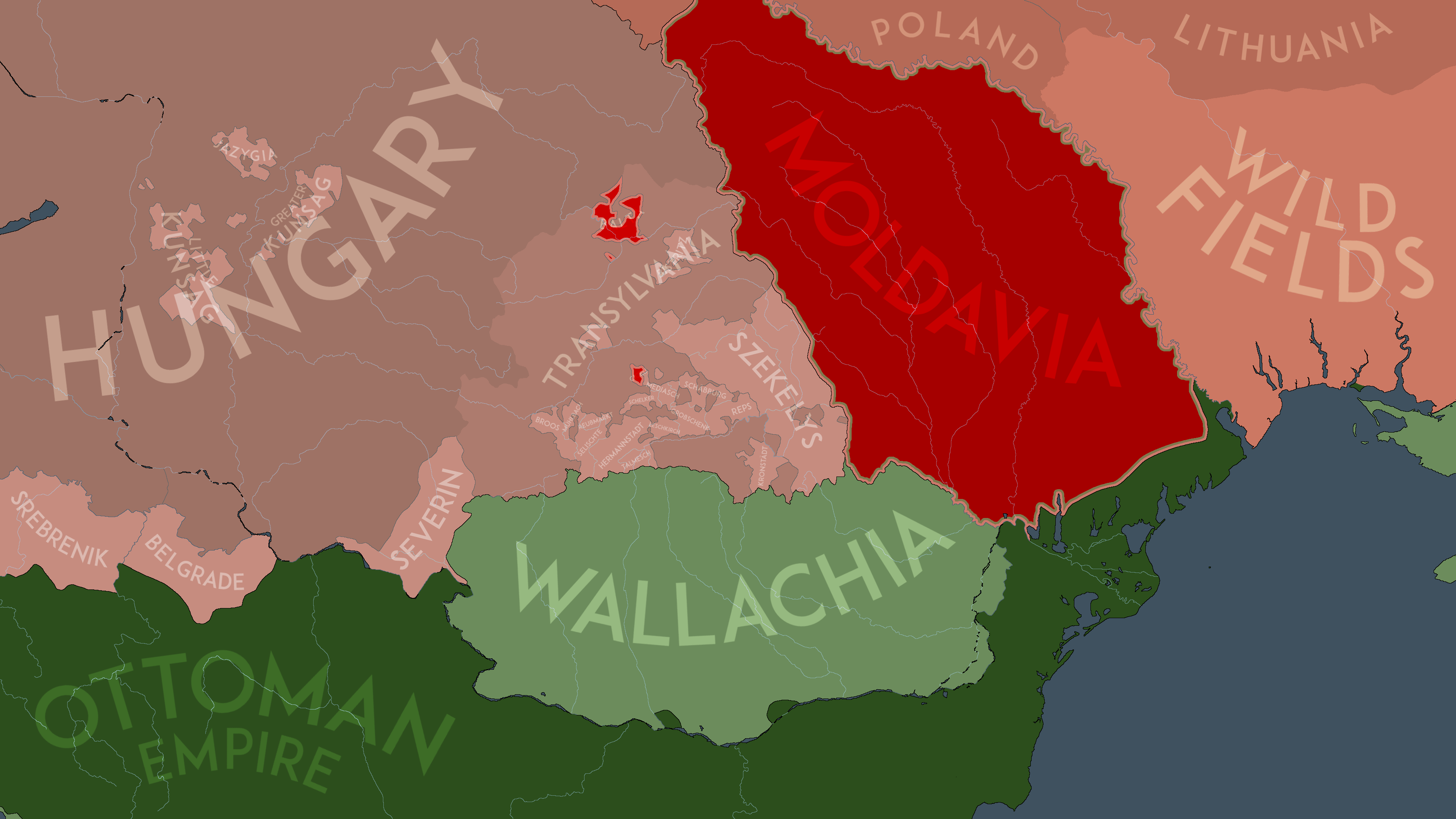
Spațiul Carpato-Danubiano-Pontic în 1504 AD, la sfârșitul domniei lui Ștefan cel Mare.

_______Cronica turcească

### 1487–1504
După încheierea păcii cu Imperiul Otoman și securizarea frontierei sudice, în ultima parte a domniei, Ștefan își va focaliza politica externă pentru rezolvarea chestiunilor în dispută de la frontiera nordică. În acest sens a dezvoltat un sistem de alianțe cu Cnezatul Moscovei (1491), Hanatul Crimeii și Marele Ducat al Lituaniei (1499), în scopul îngrădirii influenței polone. După victoria de la Codrii Cosminului din 1497 și expediția militară în Galiția din 1498, a încheiat pace cu Regatul Poloniei. Ultima sa mare acțiune diplomatică au fost negocierile cu polonezii, din 1502-1503, pentru restituirea Pocuției, negocieri rămase fără succes.:p. 8:p. 545-554
La moartea sa, Ștefan lăsa țara într-o situație politică favorabilă, având tratate de pace încheiate cu toți vecinii săi. Ultimul sfat de politică externă dat fiului său Bogdan al III-lea înainte de a muri a fost de a menține pacea cu Imperiul Otoman, „socotindu din toții mai puternicu pre turcu și mai înțeleptu”.:p. 66
„Nimic nu tulbura de la moartea lui Matiaș legăturile bune cu ungurii. Turcii din cetățile de la Dunărea-de-jos se stâmpărase; Mengli-Ghirai, Hanul Crâmului, socrul lui Selim, fiul cel mai mare al Sultanului, care stătea la Caffa, uitase drumul Moldovei. Numele «Moldoveanului» era cunoscut cu cinste în lumea întreagă, și polonii înșiși, dușmanii bătrânețelor sale, recunosteau fățis ce putere cuminte pleacă din sufletul acestui om cum nu se găsește ușor un altul.” :p. 266
_______Nicolae Iorga, Istoria lui Ștefan cel Mare

## Puterea armată

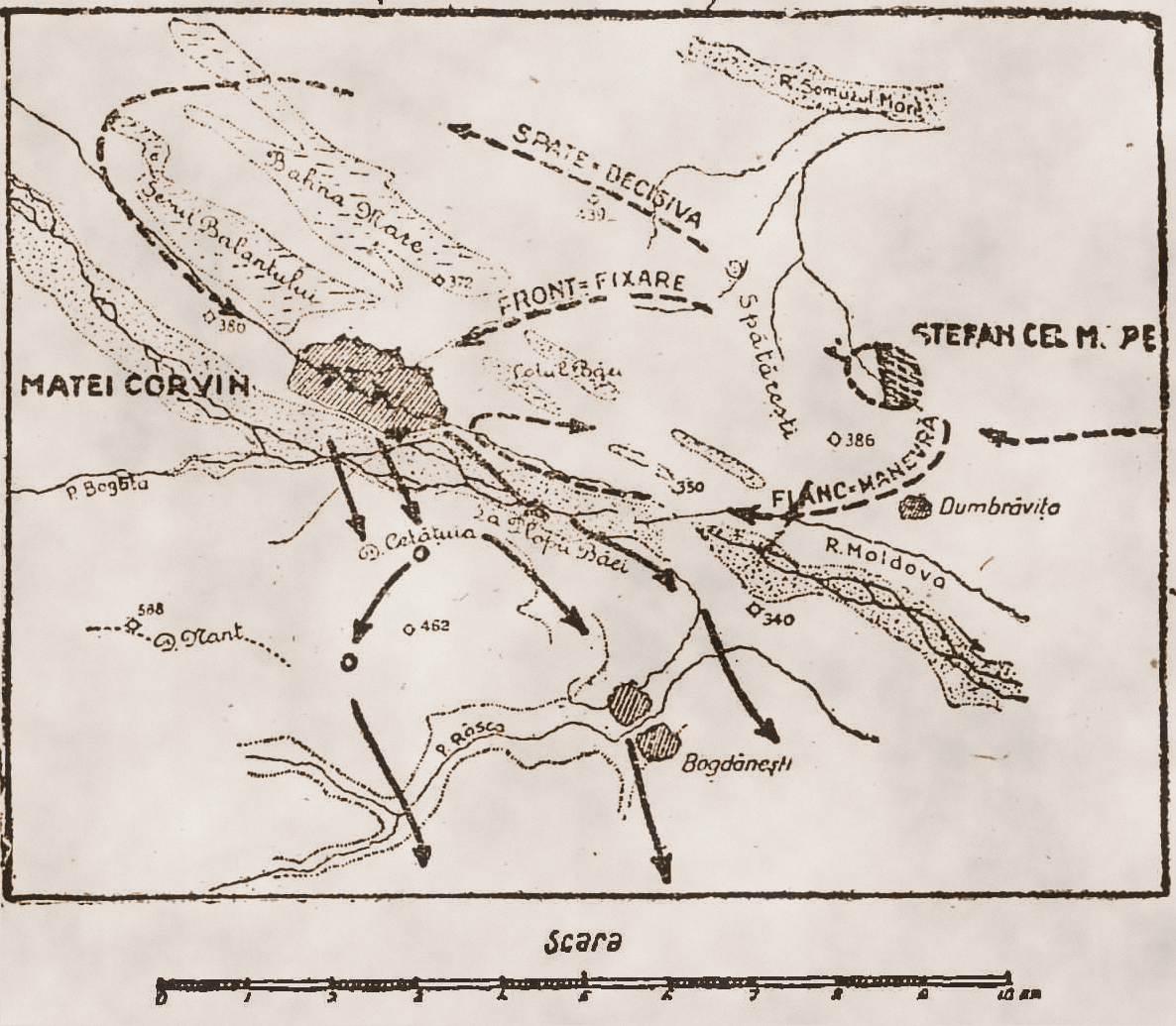
Concepția Bătăliei de la Baia, 1467

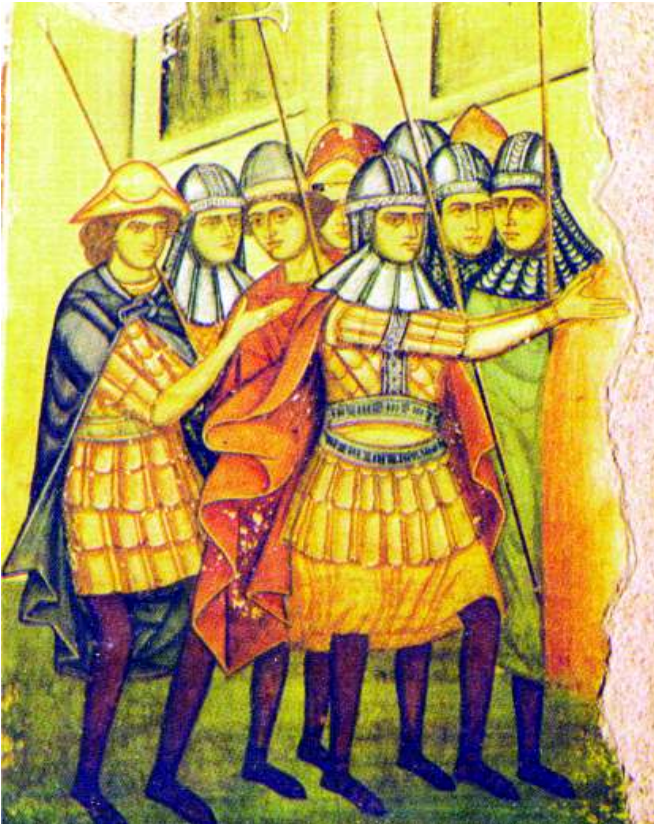
Oșteni moldoveni

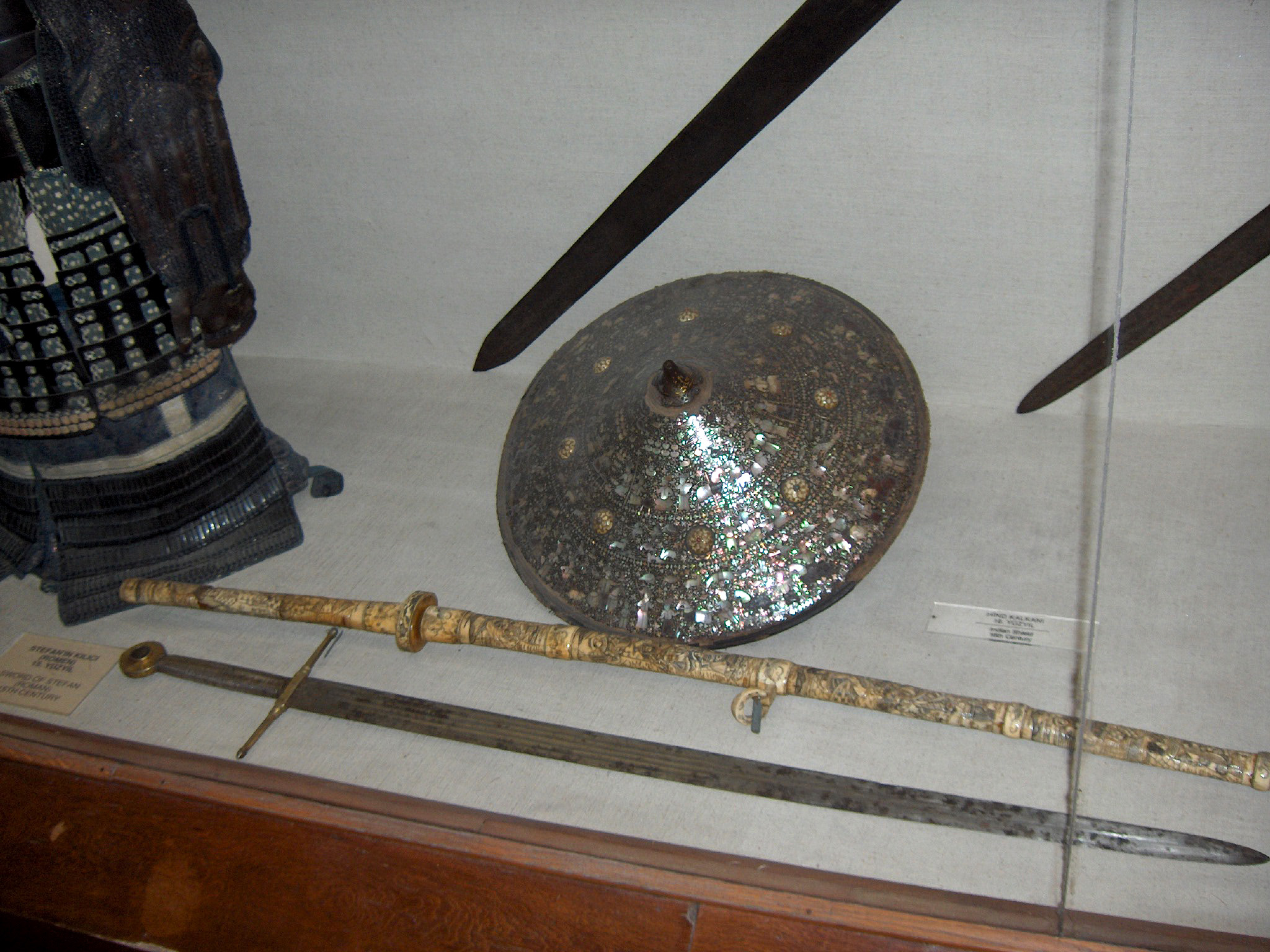
Sabia lui Ștefan cel Mare

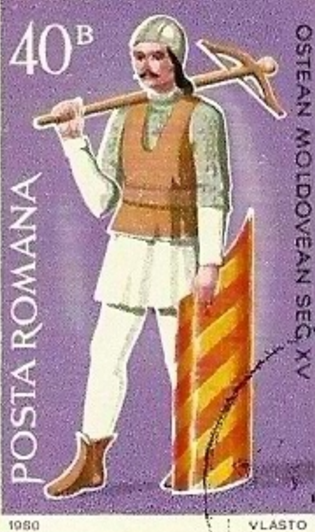
Oștean moldovean

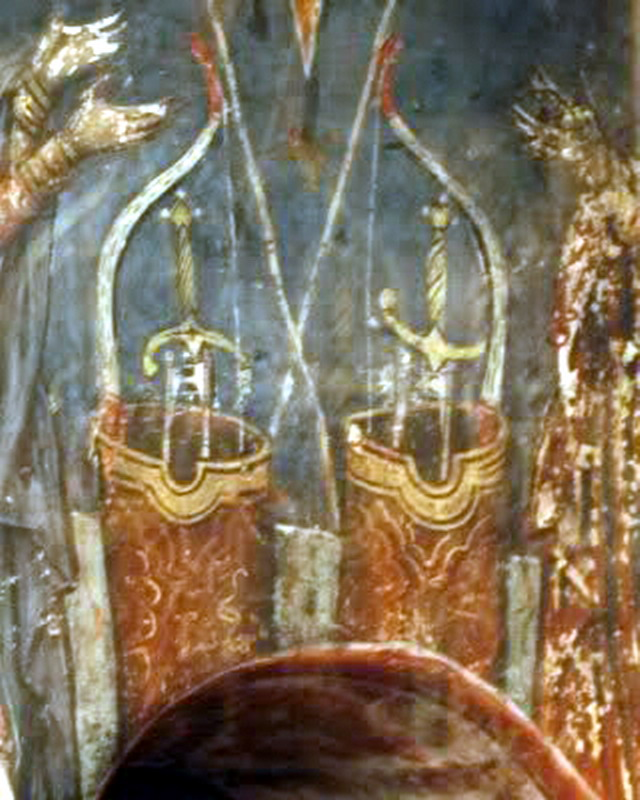
Arc scurt moldovenesc

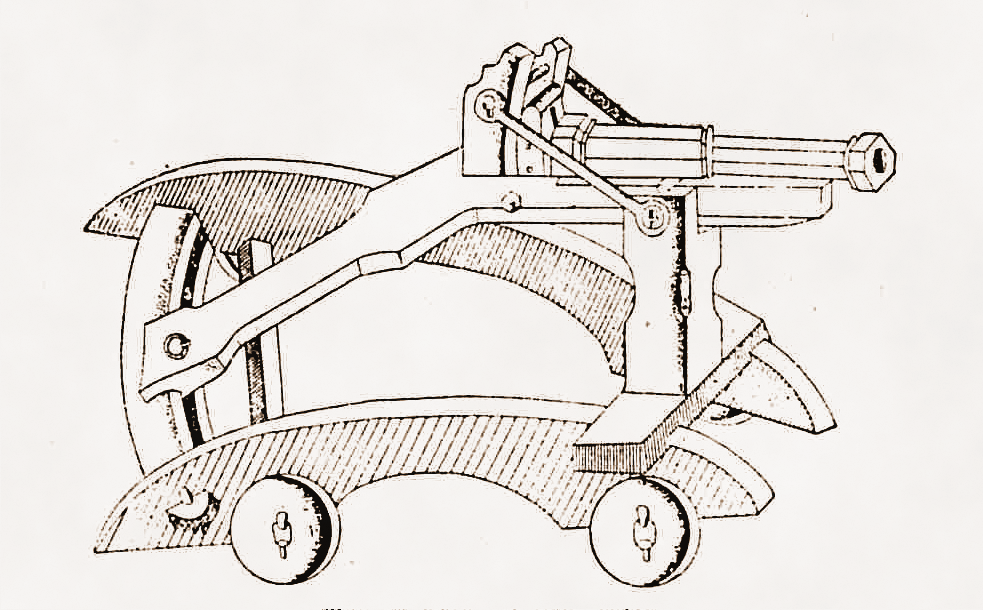
Tun pe afet mobil

### Arta militară
Particularitățile strategiei și artei militare în perioada domniei lui Ștefan derivă din obiectivul politic pe termen lung al domnului Moldovei, acela de „apărare a ființării statului moldovenesc.”:p. 222 Caracteristica esențială a acțiunilor militare duse de Ștefan a fost astfel că acestea au urmărit nimicirea armatelor inamice și nu realizarea de cuceriri teritoriale.
Ca forme principale a acțiunilor militare la nivel strategic, Ștefan a utilizat atât defensiva strategică, cât și ofensiva strategică, în funcție de obiectivul politic urmărit. Defensiva strategică avea, de regulă, ca etape principale apărarea pe frontieră, hărțuirea, bătălia decisivă și urmărirea, fiind adoptată de Ștefan în marile campanii din 1475, 1476, 1497, când a avut de înfruntat inamici cu mult superiori din punct de vedere al numărului și înzestrării. Ofensiva strategică avea, de regulă, ca etape principale mobilizarea si concentrarea în secret a forțelor, respingerea trupelor de acoperire adverse, bătălia decisivă și urmărirea. Ea a fost adoptată de Ștefan în campaniile din 1473 și 1481 care au avut ca obiectiv schimbarea domnilor pro-otomani din Țara Românească.:pp. 154-190:pp. 101-160
Bătălia decisivă – dusă individual sau în cadrul unei campanii – avea ca obiectiv nimicirea grupării principale de forțe a inamicului, și determinarea acestuia să renunțe la continuarea acțiunilor militare. În aceste bătălii Ștefan a utilizat cu precădere manevra de forțe, adaptată la condițiile de teren, anotimp și starea vremii, pentru a anihila avantajul numeric al inamicilor, cum a fost cazul în bătăliile de la Baia și Codrii Cosminului. Când condițiile erau favorabile, a fost utilizată inducerea in eroare a inamicului, prin acțiuni de înșelare, cum a fost la Baia, când orașul a fost incendiat în mai multe locuri, simultan, sau la Vaslui, când o mare parte a armatei otomane a fost atrasă și imobilizată într-o zonă mlăștinoasă.:pp. 154-190:pp. 101-160
„Nu e puțin lucru ca același stăpânitor al unei țări mici să învingă pe rând pe toți vecinii lui: munteni, unguri, poloni, tătari, turci. Și nu e vorba de cine știe ce oști provinciale: Matei Corvin, Ioan Albert, Mahomet II au năvălit în Moldova cu toate oștile marilor lor ținuturi și toți s-au întors rușinați.” :p. 28
_______P.P. Panaitescu, Ștefan cel Mare

### Organizarea armatei
Armata Moldovei era una nepermanentă, fiind mobilizată doar în caz de conflict armat. Forțele armate erau constitute din „oastea cea mică” și „oastea cea mare”.:p. 174  Marea majoritate a acțiunilor militare ale lui Ștefan au fost duse de „oastea cea mică”, formată din cetele boierești și curteni.:p. 292
Conform dreptului feudal, numai proprietarii de pământ erau obligați să presteze serviciul militar și să meargă la război, de fiecare dată când erau chemați de domn.:p. 503 Boierii cu cetele lor, reprezentau nucleul armatei. Ei constituiau elementul cel mai numeros și cel mai puternic. Din rândul acestora, un corp separat era reprezentat de „curteni” sau „slujitori”, adică boierii care îndeplineau dregătorii locale sau naționale în sistemul administrativ. Numărul curtenilor și slujitorilor era de câteva mii. Curtenii făceau serviciul prin rotație la curte, asigurând paza domnului și îndeplinind diferite slujbe sau servicii.:pp. 503-507 :pp. 290-308 Ceilalți proprietari de pământ, se adunau, în caz de război, grupați pe ținuturi, sub comanda pârcălabului de ținut, după care se deplasau la locul de adunare a oștirii stabilit de domn, denumit „vileag” sau „beleag”.:p. 507:p. 110
„Oastea cea mare” sau „țara” era mobilizată doar în cazuri excepționale, de mare primejdie, când erau chemați sub arme practic toți bărbații valizi de luptă. Oastea cea mare cuprindea, pe lângă „oastea cea mică”, răzeșii, orășenii, țăranii fără pământ din satelor domnești, boierești și mănăstirești, străjerii și călărașii. Ștefan a mobilizat oastea cea mare doar de două ori, în campaniile antiotomane din 1475 și 1476.:p. 511:p. 44
Când erau chemați la oaste răzeșii erau obligați să se prezinte și ei la vileag, dacă nu călări și întrarmați ca vitejii, măcar cum ii ajutau împrejurările, pregătiți pentru a lupta pedestru.:p. 178  Orășenii aveau obligația ca, în caz de război, să înarmeze un număr de oameni pe cheltuiala lor și să-i pună la dispoziția domnului. O categorie militară distinctă era reprezentată de „străjeri” și „călărași”, locuitori ai satelor de graniță care asigurau paza frontierei Carpaților, respectiv a Nistrului.:pp.504-510

### Armamentul
Oastea lui Ștefan cel Mare utiliza toate categoriile principale de armament disponibile pe plan european în a doua jumătate a secolului al XV-lea.:p. 45
Armamentul folosit poate fi categorisit în două mari categorii: armament defensiv și armament ofensiv. Armamentul defensiv, destinat protecției luptătorului  era format din scut, cămașă de zale, platoșă și mai rar, armură. Țăranii chemați la oaste purtau pentru protecție haine de in matlasate, groase de 3-5 centimetri, cu cusături dese sau cojoace din piele.:p. 512:p. 139
Armamentul ofensiv era format din arme albe și arme de foc. Armele albe erau reprezentate de arme de tăiere și împungere (spade, săbii, pumnale, cuțite de luptă), arme de aruncare și împungere (lănci și sulițe), arme de lovire și tăiere (securi și topoare de luptă, halebarde), arme de lovire și izbire (ghioage, măciuci, buzdugane) și arme de aruncare la   distanță   (arcuri și arbalete).:p. 46
Armele de foc erau portative, de calibru mai mic și cu țeavă lungă (sânețe, archehuze)  și grele, de calibru mare, cu țeava scurtă, duse pe care sau tractate (bombarde și tunuri).:p. 144 Referitor la numărul armelor de foc s-au păstrat doar o serie de mențiuni vagi: «in buona copia bombarde» (în 1475), «quantita d'artegliaria», «foarte multe tunuri mai mici și mai mari», «il y avoit de bonnes batteris». Singura cifră exactă, se referă la bătălia de la Podul Înalt, unde sunt menționate 20 tunuri și de a se trage șapte lovituri de fiecare piesă.:p. 152
Armamentul din înzestrarea oștii moldovene era potrivit în principal pentru lupta corp la corp. Armele destinate pentru lupta la distanță permiteau executarea doar a câteva lovituri izolate, până la circa 9oo metri (cu arme de foc și arbalete), precum și o bătaie eficace dar pe termen scurt, cu gloanțe si săgeți, pe o distanță de circa 200 metri, înaintea și pe flancurile dispozitivului de luptă.:p. 154
Armamentul alb se fabrica în cea mai mare parte pe plan local, în țară, având în vedere necesitatea ca inclusiv oastea cea mare să fie înarmată corespunzător.:p. 155 După cum arăta Jan Duglosz, Ștefan dacă prindea pe vre-un țăran fără săgeți, arc și sabie, ori că n-a venit la oaste cu pinteni, fără milă-l osândea la pierderea capului. :pp. 179
Armele albe mai sofisticate precum și armele de foc erau procurate din import. Armamentul vecinilor, cu excepția tătarilor, era in genere mai puternic (cel defensiv – la unguri și polonezi, artileria – la turci, polonezi și unguri) și mai numeros în arbalete și arme de foc, comparativ cu cel al moldovenilor.:p. 155

### Sistemul de fortificații

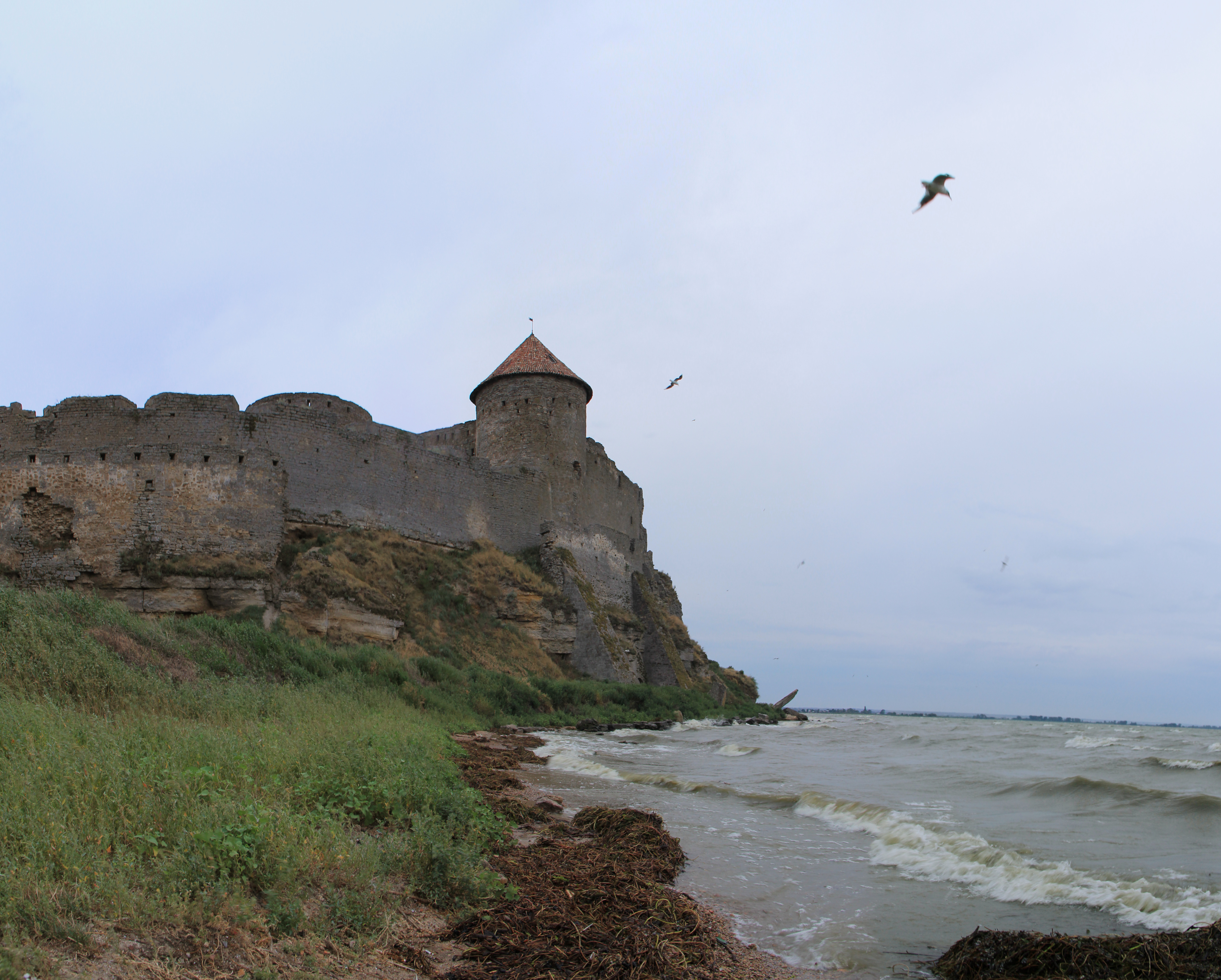
Cetatea Albă

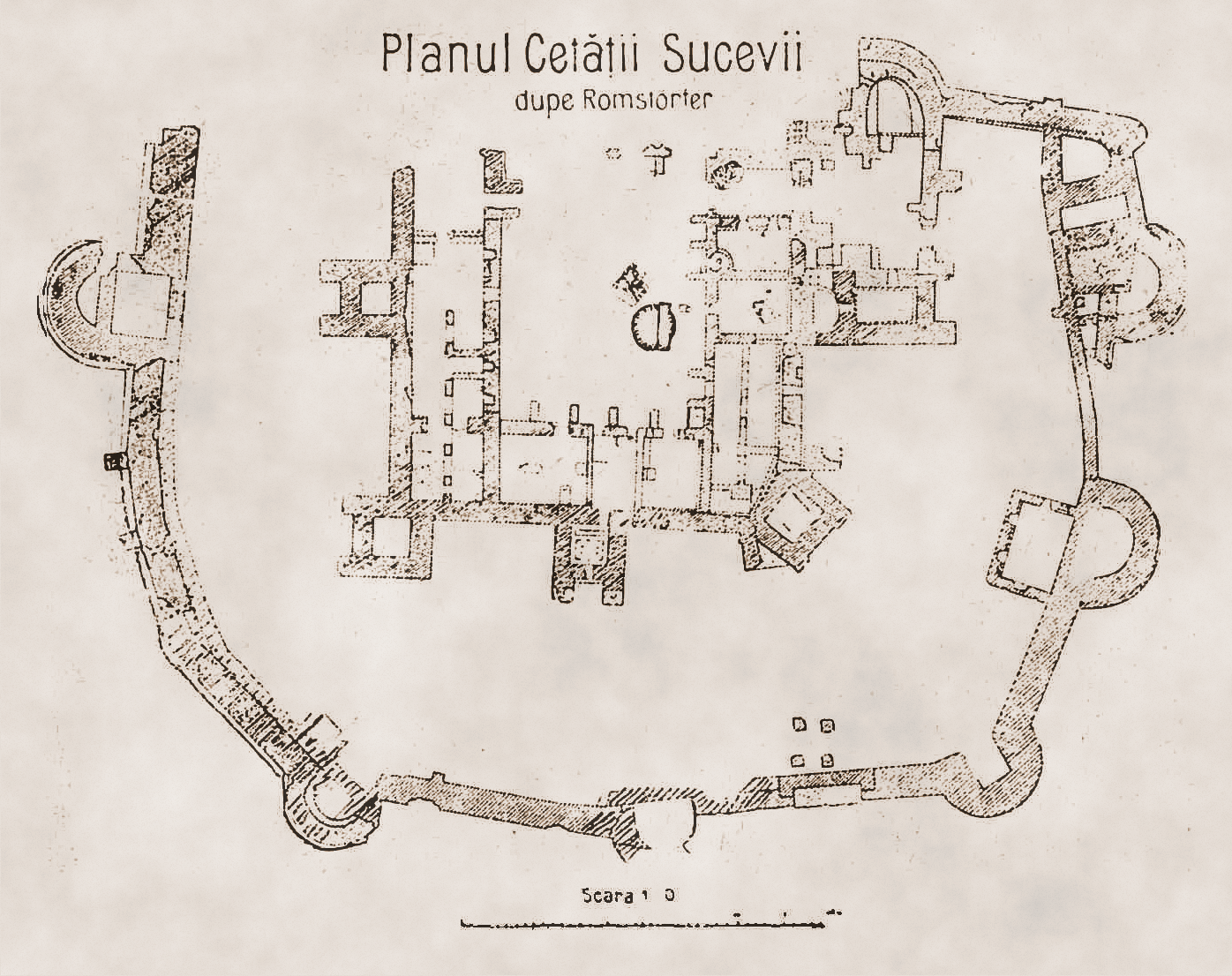
Planul Cetății Sucevei

Ștefan cel Mare a acordat o atenție deosebită realizării unui sistem de fortificații permanente ca element central în strategia sa de apărare a țării. În acea epocă, cetățile jucau un rol politic și militar major, asigurând celui ce le stăpânea controlul teritoriilor adiacente, dar și având de multe ori un rol decisiv în câștigarea campaniilor și bătăliilor. Rezistența cetăților Neamțului, Sucevei și Hotinului a determinat retragerea lui Mahomed al II-lea, în 1476, iar rezistența cetății Sucevei, la 1497, a determinat retragerea regelui polon Ioan Albert.:p. 28
Ștefan a conceput sistemul de cetăți urmărind trei mari obiective: apărarea granițelor – în special la vadurile Nistrului, supravegherea locurilor de trecere din interior și apărarea capitalei, Suceava. La urcarea pe tron în Moldova existau trei cetăți de zid – cele ale Sucevei, Neamțului și Hotinului și o cetate de pământ și lemn – cea a Romanului.:pp. 509-521   În timpul domniei, Ștefan a cucerit cetățile de zid de la Chilia și Cetatea Albă (1462) și cetatea de pământ și lemn de la Crăciuna (1482). Totodată, a construit cetățile noi de zid de la Chilia (1479) și Roman (1483), precum și cetățile de pământ și lemn de la Orhei (1470) și Soroca (1499).:pp. 521-524 :pp. 63-70 :pp. 9-17
Cetățile erau așezate, de regulă, pe poziții dominante, cu posibilități bune de observare și supraveghere. Datorită configurației terenului, asediul lor era adeseori dificil și garnizoana, chiar foarte redusă, putea rezista multa vreme. Ca semn al importanței lor militare și politice, portarul Sucevei îndeplinea și funcția de hatman (conducător al armatei) iar pârcălabii cetăților mari ocupau primele poziții în Sfatul Domnesc.:p. 520:pp. 128-130

## Războaie și bătălii

### Aspecte generale

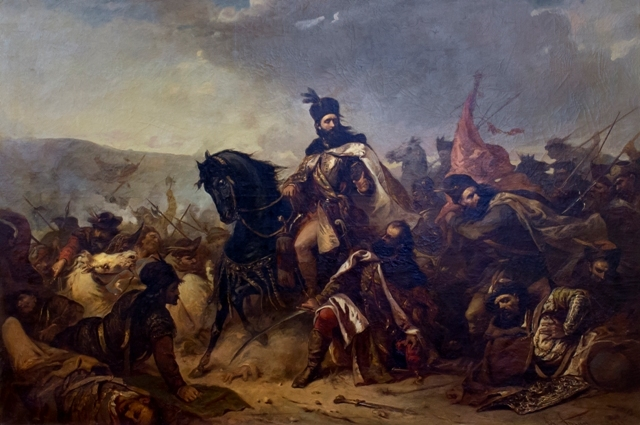
Theodor Aman, Bătălia de la Șcheia

Cea mai răspândită și acceptată variantă referitoare la numărul conflictelor armate („bătăliilor”) la care a participat Ștefan cel Mare este de 36. Cifra este bazată chiar pe mărturisirea domnului moldovean făcută în 1502 medicului venețian Matteo Muriano: „eu sunt înconjurat de dușmani din toate părțile și am purtat 36 de lupte de când sunt domnul acestei țări, dintre care am fost învingător în 34 și am pierdut 2”. Într-o analiză detaliată, istoricul Alexandru Boldur mai identifică suplimentar alte patru incursiuni armate la care Ștefan nu a participat, acestea fiind conduse de alți comandanți, numiți de domn.:p. 326
O clasificare sintetică a tipurilor de conflicte armate, la care a participat oastea moldoveană sub conducerea lui Ștefan cel Mare, este prezentată în tabelul alăturat.:p. 327:pp. 7-19
|                 | 1457–1469                                               | 1470–1486 | 1486–1504 |
| Războaie        | 1467 – Regatul Ungariei (Baia)                          | 1473 – Țara Românească 1475 – Imperiul Otoman (Vaslui) 1476 – Imperiul Otoman (Războieni) 1481 – Țara Românească (Râmnic)                                    | 1497 – Regatul Poloniei Codrii Cosminului                                                                        |
| Bătălii interne | 1457 – Petru Aron (Doljești)                            | | 1485 – Hroiot |
| Bătălii externe | 1459 – Regatul Poloniei 1469 – Hanatul Crimeii (Lipnic) | 1471 – Țara Românească (Soci) 1474 – Țara Românească 1475 – Imperiul Otoman 1476 – Hanatul Crimeii 1476 – Țara Românească 1485 – Imperiul Otoman (Cătlăbuga) | 1486 – Imperiul otoman (Șcheia) 1498 – Regatul Poloniei (Galiția și Podolia) 1502 – Regatul Poloniei             |
| Asedii          | 1462 – Chilia 1462 – Chilia                             | 1474 – Teleajen 1482 – Crăciuna 1485 – Cetate Albă și Chilia                                                                                                 | 1489 – Camenița                                                                                                  |
| Incursiuni      | 1461 – Regatul Ungariei 1469 – Regatul Ungariei         | 1470 – Țara Românească (Brăila, Cetatea de Floci) 1480 – Țara Românească                                                                                     | 1490 – Regatul Poloniei 1491 – Regatul Poloniei 1493 – Regatul Poloniei (3 incursiuni) 1495 – Podolia (Breaslav) |

Cele patru acțiuni militare care nu au fost conduse de Ștefan personal au fost: incursiunea din Transilvania, sub comanda lui Pop (1469), lupta de la Lențești împotriva mazovienilor veniți în ajutorul polonezilor, sub conducerea lui Boldur (1497), lupta de la Cernăuți (1497) și atacul vornicului Boldur asupra Chiliei și Cetății Albe (1500).:p. 326

### Marile bătălii

#### Bătălia de la Baia

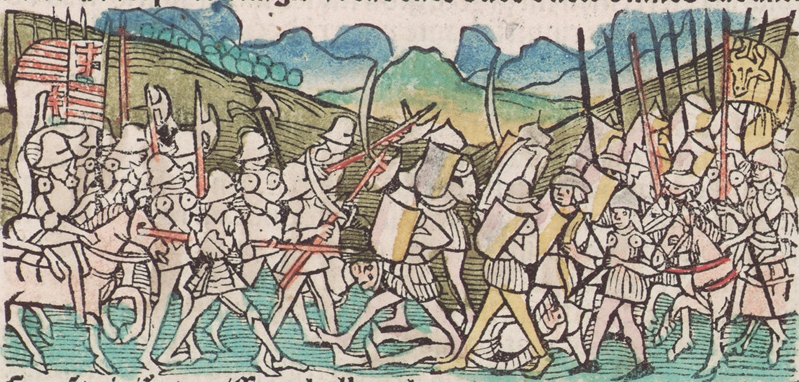
Bătălia de la Baia

Bătălia de la Baia a avut loc în noapte de 14/ 15 decembrie 1467, la aproape o lună de la invadarea Moldovei de către armata Regatului Ungar condusă de regele Matia Corvin. Campania regelui ungar venea după o serie de incidente care tensionaseră foarte mult relațiile dintre cele două state, cum ar fi dezvoltarea legăturilor cu Regatul Poloniei, incursiunea în secuime din 1461, cucerirea Chiliei în 1465 și găzduirea de către regele ungar a unor pretendenți la tron, ca Petru Aron sau Berindei. Cauza imediată a constituit-o sprijinul direct pe care Ștefan îl acordase răscoalei ardelenilor împotriva regelui ungar, din 1467.:p. 57 :p. 119
Campania a început la 19 noiembrie 1467, odată cu trecerea oștii ungare, numărând circa 40.000 de oșteni, prin pasul Oituz, urmată de asedierea și distrugerea orașelor Târgu Trotuș, Bacău, Roman și Târgu Neamț. La 7 decembrie armata ungară a ajuns la Baia.:p. 120
Având în vedere pericolul iminent ca inamicul să atace capitala țării, Suceava, Ștefan decide să execute o lovitură decisivă, prin surprindere, asupra trupelor ungare cantonate la Baia. Forțele moldovene, de circa 12.000 de oameni au atacat orașul în noapte de 14/ 15 decembrie 1467, din trei direcții, după ce în prealabil au dat foc întăriturilor de lemn care îl protejau. După lupte îndârjite desfășurate toată noaptea, armata ungară a fost nevoită să abandoneze orașul și să se retragă spre Transilvania, regele Matia însuși fiind rănit în luptă. Retragerea a fost favorizată și de inacțiunea unuia dintre corpurile de armată moldovene, condus de vornicul Crasnăș, care ulterior va fi judecat pentru trădare, condamnat la moarte și executat.:pp. 114-116:p. 57:p. 120
Deși din punct de vedere militar bătălia s-a terminat indecis, ambele tabere clamând victoria, Bătălia de la Baia reprezintă o mare victorie politică pentru Ștefan, care și-a consolidat domnia, punând capăt, prin măsuri dure, opoziției unei părți a marii boierimi, totodată crescând semnificativ prestigiul său în plan extern.:p. 121:p. 100
„Obiectivele acesteia - înlocuirea lui Ștefan de pe tron, instalarea unui nou domn la Suceava, aducerea Moldovei în sfera de influență a regatului ungar - nu au putut fi atinse, ceea ce a echivalat cu o înfrângere de proporții pentru regele ungar.”:p. 100
______Petre Otu, Baia

#### Bătălia de la Codrii Cosminului
Bătălia de la Codrii Cosminului s-a desfășurat între 26-30 octombrie 1497, lupta principală având loc în Codrii Cosminului, o zonă împădurită situată la circa 100 km nord de Suceava, pe teritoriul actualele comune Voloca pe Derelui și Valea Cosminului din regiunea Cernăuți, Ucraina. Bătălia a opus oastea Moldovei, sub comanda lui Ștefan cel Mare și oastea Uniunii Polono-Lituaniene, comandată de regele Ioan I Albert.:pp. 129-134
Regele polon a pătruns pe teritoriul Moldovei, sub pretextul unei acțiuni antiotomane având ca scop eliberarea cetăților Chilia și Cetatea Albă, de sub stăpânirea otomană. Scopul ascuns al expediției îl constituia instalarea pe tronul Moldovei a fratelui său, Sigismund și scoaterea Moldovei de sub influența Regatului Ungar.:p. 268

## Arta, cultura și religia

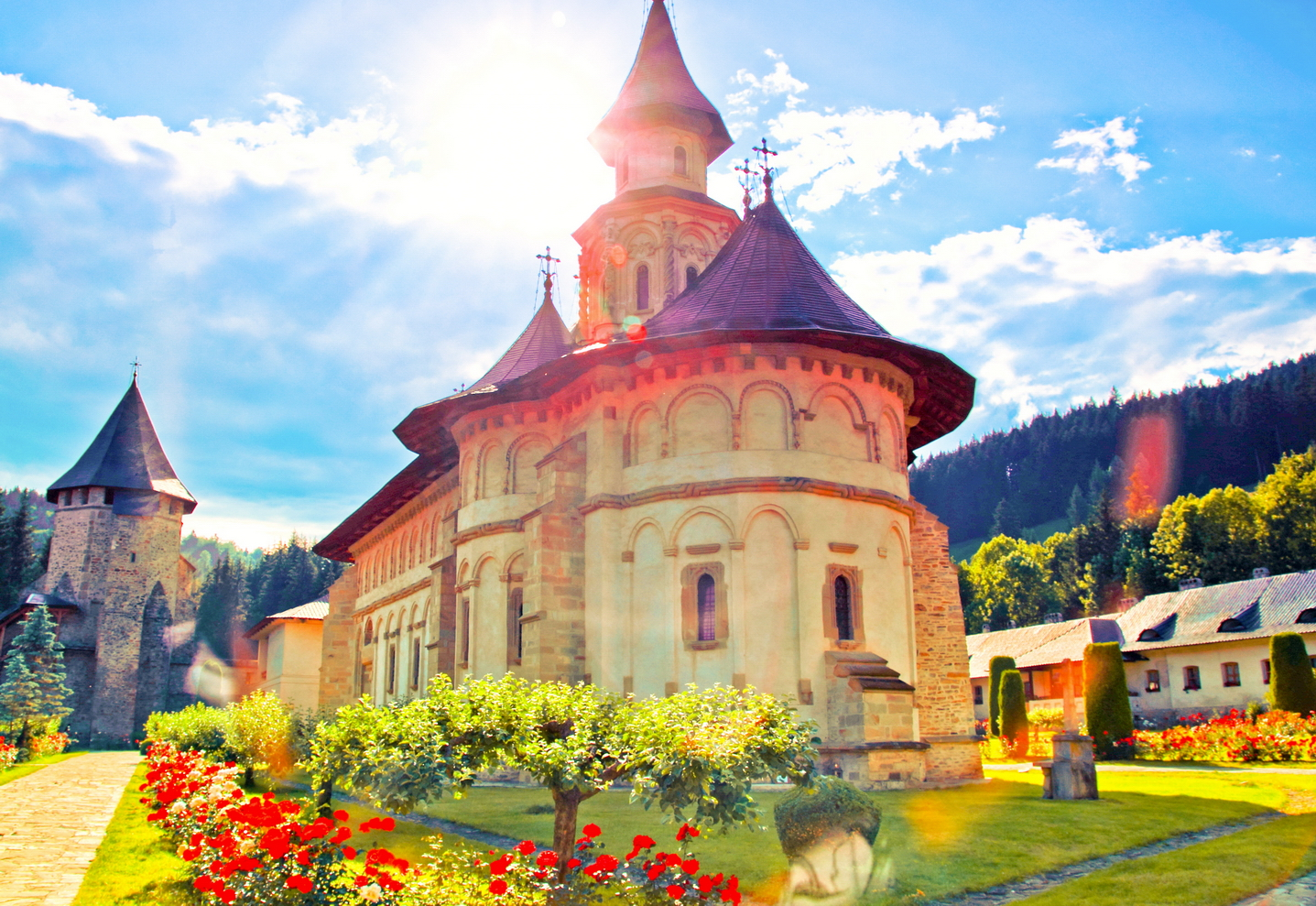
Mănăstirea Putna

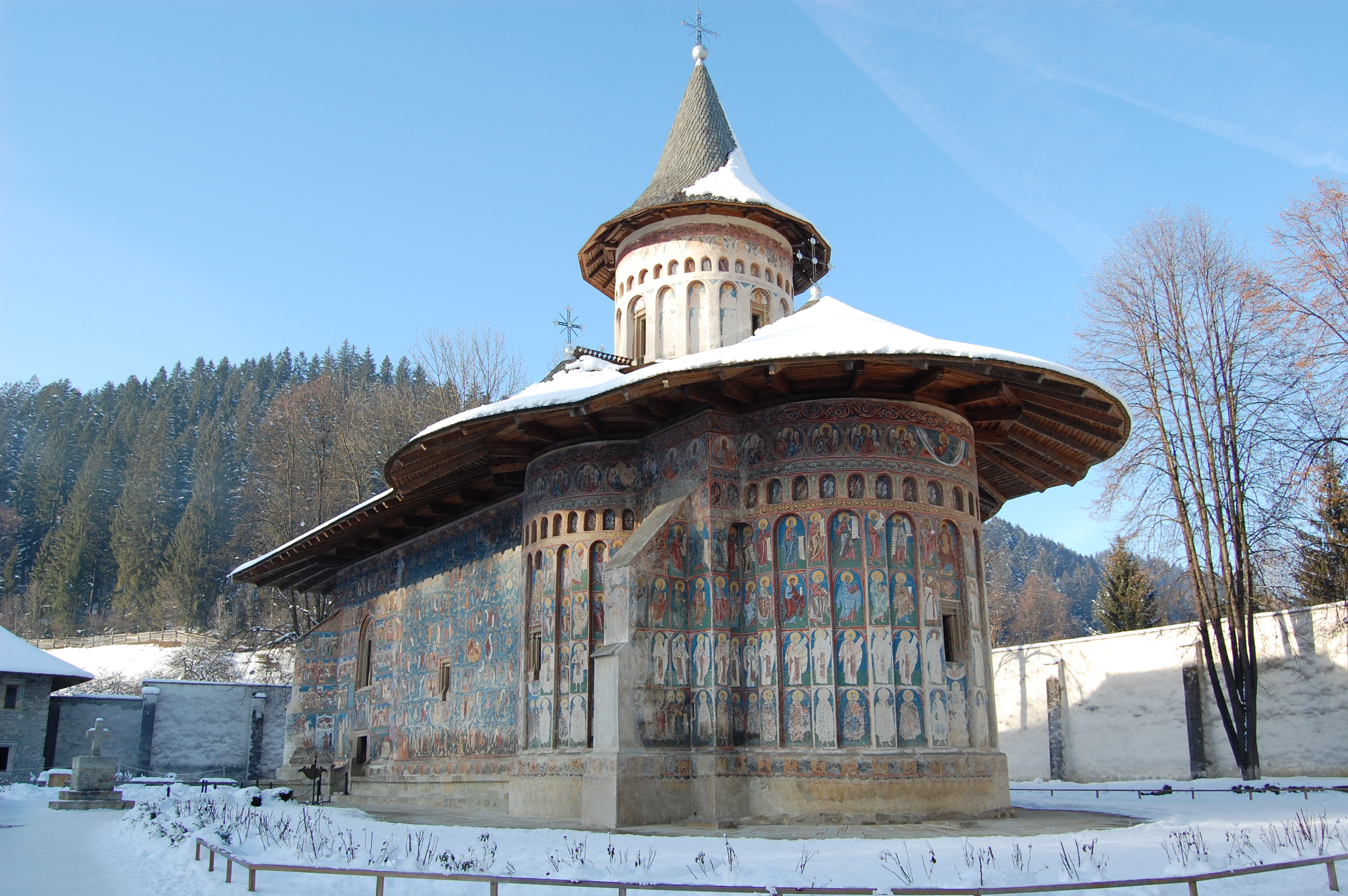
Mănăstirea Voroneț

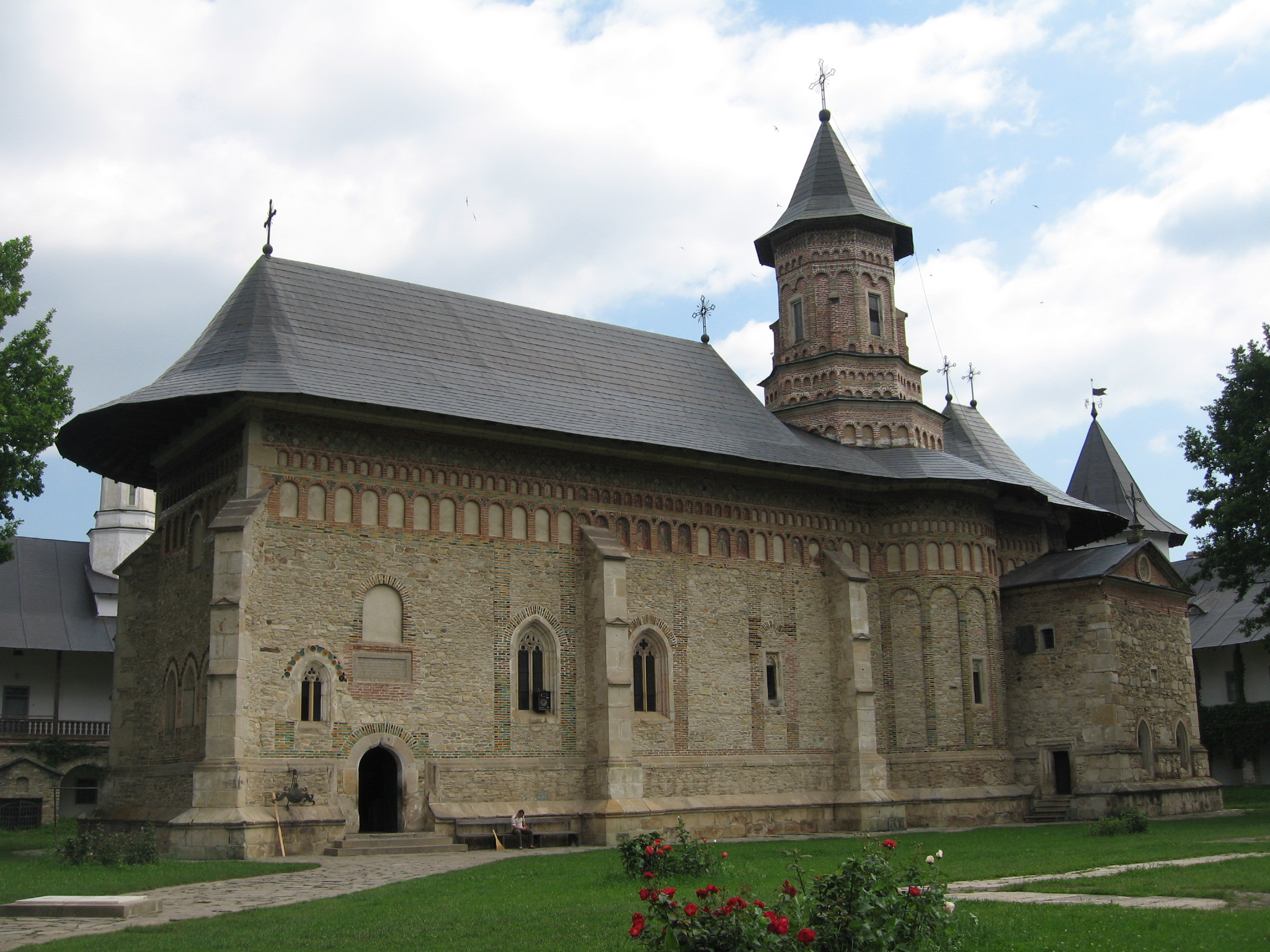
Mănăstirea Neamț

Perioada domniei lui Ștefan cel Mare a constituit și în planul realizărilor de ordin cultural și spiritual momentul de apogeu al creației artistice din epoca medievală a Moldovei. Elementele de artă și civilizație păstrate din această perioadă reflectă posibilitățile tehnico-materiale existente, viziunea despre lume a omului medieval, precum și diferitele influențe externe, manifestate în special în domeniul arhitecturii.:p. 699
Din creațiile artistice care s-au păstrat, Ștefan se prezintă atât ca un tradiționalist, continuator al moștenirii bizantine, dar și ca un principe renascentist, animat de un puternic spirit înnoitor.:p. 255
„Ștefan moștenește de la înaintașii săi în primul rând respectul și admirația față de tot ceea ce reprezenta tradiția concepției bizantine în ideea domniei de drept divin, fastul și ceremonialul de curte, de la ungerea ca domn până la înmormântare, concepția religioasă și organizarea Bisericii, legislația, cultura și arta.” 
______ Corina Nicolescu, ''Arta epocii lui Ștefan cel Mare 

### Arhitectura
Din epoca lui Ștefan cel Mare s-au păstrat doar elemente de arhitectură eclesiastică (biserici și mănăstiri) și militară (cetăți).
Deși tradiția orală, preluată de multe surse scrise, îi atribuie lui Ștefan construcția câte unei biserici după fiecare din luptele purtate, din pisaniile păstrate din epoca sa, el este atestat drept ctitor cert al unui număr de 21 de biserici, din care la două nu se cunoaște anul construcției. Acestea sunt:  Putna (1469), Milișăuți-Bădeuți (1487), Pătrăuți (1487), Sfântul Ilie-Suceava (1488), Voroneț (1488), Vaslui (1490), Iași (1492), Hârlău (1492), Borzești (1494), Huși (1495), Dorohoi (1495), Popăuți (1496), Valea Albă (1496), Tazlău (1497), Neamț (1497), Piatra Neamț (1498), Volovăț (1502), Dobrovăț (1504), Reuseni (1504). La bisericile de la Râmnicu Sărat (pisanie din 1704) și Scânteia (pisanie din 1846), domnul apare drept ctitor dar nu este menționată data construcției inițiale.
Pe lângă acestea, tradiția îi mai atribuie construcția unui număr de biserici, fără a exista însă documente care să ateste acest fapt: Scheia, lângă Roman, Florești, lângă Vaslui, Cotnari, Ștefănești (județul Botoșani), mănăstirea Căpriana, Cetatea Albă, Cetatea Chilia,  precum și paraclise în cetățile Hotin și Neamț. În Transilvania, îi sunt atribuite bisericile de la Vad, pe Someș și Feleacu, lângă Cluj.
Bisericile construite în epoca lui Ștefan cel Mare au fost concepute în general în stilul arhitectonic „triconc”, de origine bizantino-balcanică, având spațiul interior împărțit, potrivit rânduielilor ortodoxe, în altar, naos și pronaos. La Putna și în alte câteva biserici a fost adăugată o gropniță (sau „camera mormintelor”), iar la biserica cu hramul „Înălțarea Domnului” din mănăstirea Neamț apare un exonartex - un pridvor închis, la intrare. Pe lângă acestea, încep să și facă apariția elemente aparținând altor stiluri: câteva din bisericile ștefaniene au elemente specifice arhitecturii gotice, cum ar fi contraforții și ogivele, unele biserici au un și decorații exterioare (firide cu arcade, ocnițe, discuri smălțuite). Totodată, unele biserici au fost decorate cu fresce interioare: Putna, Pătrăuți, Voroneț, Sfântul Ilie - Suceava, Popăuți, Bălinești 
„Din îmbinarea artei bizantino-balcanice, specifică ortodoxiei, cu elemente din arta gotică, cu anumite elemente din arta populară locală, a luat naștere un stil arhitectonic nou, stilul moldovenesc.” 
______ Mircea Păcurariu, Ctitor de lăcașe sfinte

### Cultura scrisă

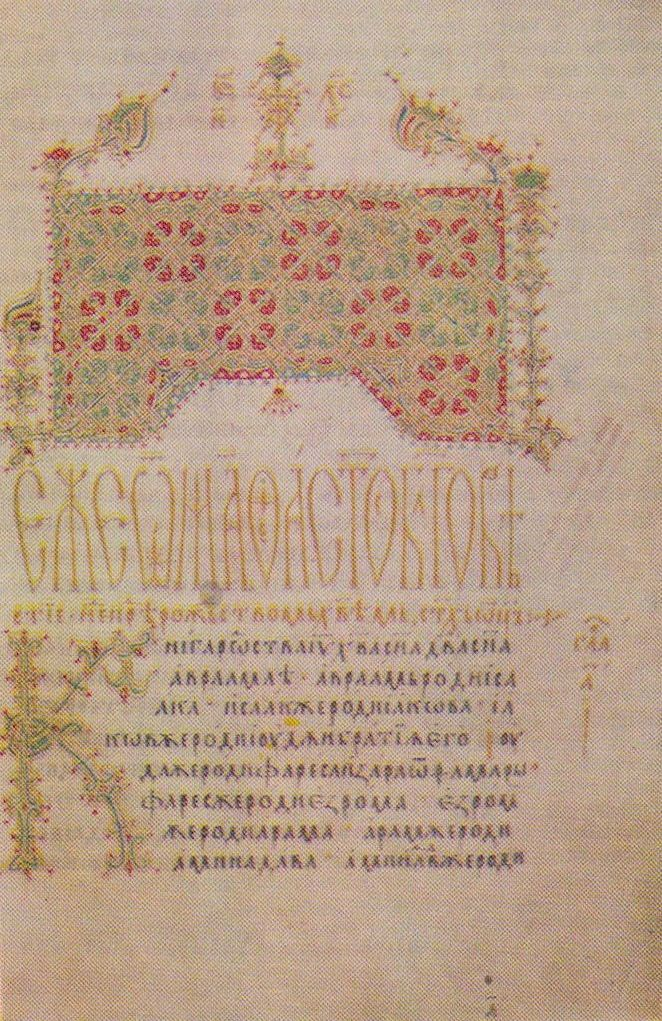
Tetraevangheliarul lui Paladie, 1489

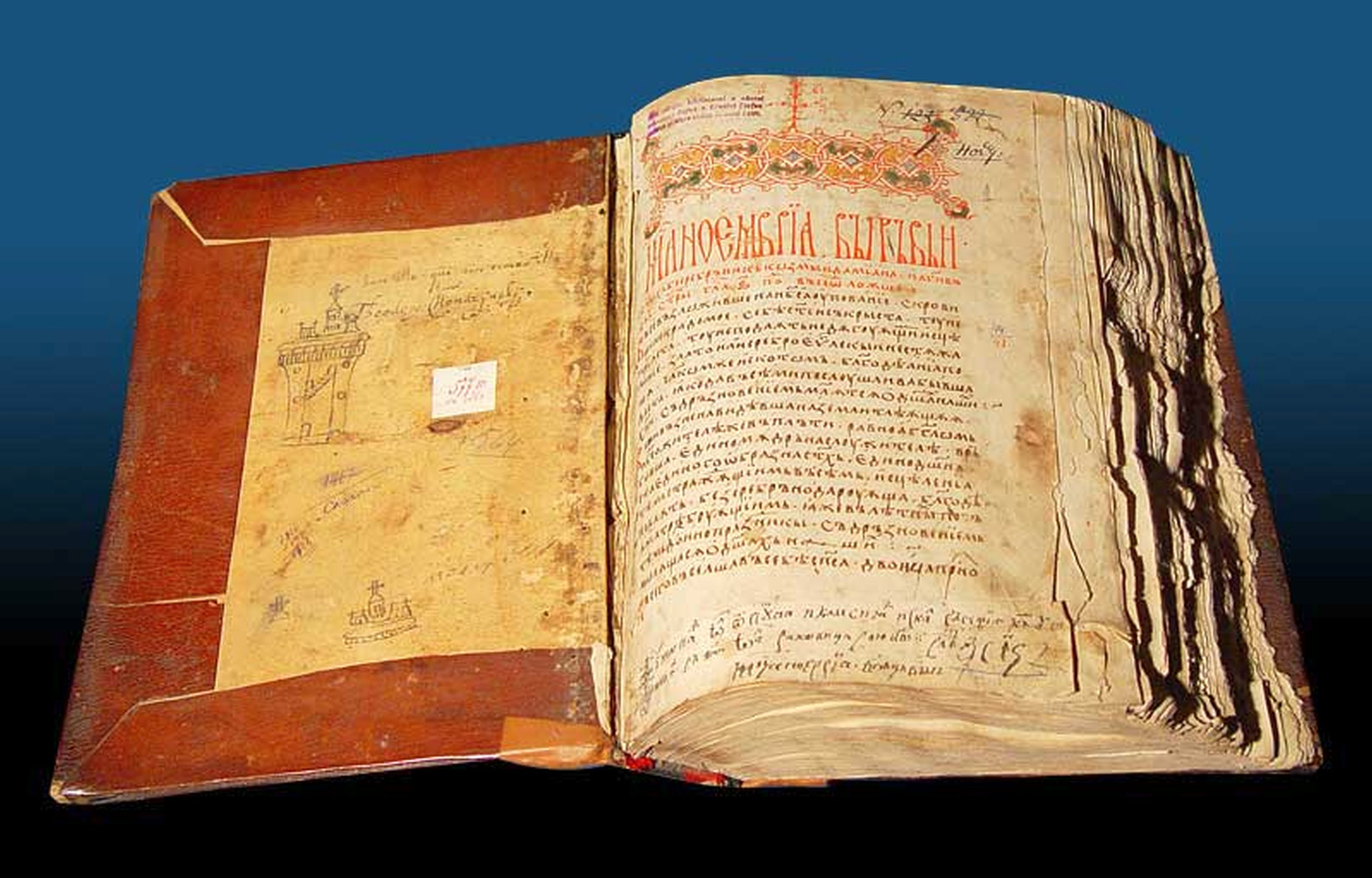
Minei scris de călugărul Casian, Mănăstirea Putna, 1467

Numărul mare de biserici și mănăstiri ctitorite în timpul domniei lui Ștefan cel Mare a generat o creștere semnificativă a cererii de cărți necesare serviciului divin. În acest scop, au fost înființate o serie de scriptorii pe lângă mănăstirile principale, în plus față de singurul atelier de acest fel, înființat de Alexandru cel Bun la mănăstirea Neamț.
Cel mai important a fost scriptoriul Mănăstirii Putna, înființat în anul 1466, prin transferarea de la Neamț a egumenului Ioasaf, împreună cu alți monahi specializați în arta caligrafiei și a miniaturii, formați la școala lui Gavril Uric.:pp. 205-206 Au rămas cunoscute numele a circa zece caligrafi și miniaturiști care au lucrat la Mănăstirea Putna în timpul domniei lui Ștefan cel Mare: :p. 206 Nicodim, Evrasie, Casian, Chiriac, Vasile și Iacov - veniți de la mănăstirea Neamț, Paladie, Spiridon, Filip și Paisie – formați la Putna. Dintre meșterii orfevrari cei mai cunoscuți au fost Antonie, Stanciul și Gligorie, care, pe lângă obiectele de cult, au confecționat și ferecături de cărți.
Cele mai importante cărți manuscrise care au fost lucrate în epoca ștefaniană au fost Tetraevanghelele, lucrări somptuoase, caligrafiate pe foi de pergament, cu un repertoriul bogat de elemente decorative specifice genului: scriere în semiunciale, cu cerneală neagră alternată frecvent cu chinovar și cu cerneală de aur. Până în prezent s-au păstrat șapte exemplare, aflate în diferite locuri din Europa: Tetraevanghelul lui Paladie (1489), Tetraevanghelele de la mănăstirea Neamț executate de Teodor Marieșescu în 1491 (Moscova) și în 1493 (München); Tetraevanghelul din 1495, (Mănăstirea Zografu/Athos); Tetraevanghelul de la Putna, caligrafiat și miniat de monahul Filip, în 1502 (Viena); Tetraevanghelul anonim de la Ștefan cel Mare și Bogdan al III-lea, lucrat în 1504-1507 la Putna; Tetraevanghelul pentru biserica din Hârlău, în 1504 (Cetinje). Unele dintre acesta au fost prezente în expozițiile internaționale de la Paris (1925), Bruxelles (1935), București (1957), Atena (1964) ș.a.:pp. 206-207
Acestea se remarcă prin calitatea de excepție a materialelor utilizate: pergament foarte fin și rezistent sau hârtie filigranată, din cârpe sau mătase, de calitate superioară, importată din vestul Europei.:p. 209
Pe lângă acestea au mai fost tipărite un număr însemnat de alte cărți de cult - mineie, trioduri, penticostare, ceasloave, psaltiri etc., precum și cărți laice cum ar fi tratate de medicină în limba latină, cărți de calcule și date astronomice, pascalii pe zeci și pe sute de ani etc. :pp. 206-208 Tot la Putna a fost tipărit un Imnologhion, carte de cântări bisericești pe note întocmită de protopsaltul Eustație, conducătorul școlii muzicale a mănăstirii. :p. 206
De mare importanță a fost apariția cărții Sintagma a lui Matei Vlastares, caligrafiată de Ghervasie la Neamț și grămăticul Damian la Iași, carte care conținea și numeroase norme de drept laic (pedepse și sancțiuni pentru erezie, furt, omucidere, bătăi, complicitate, bigamie, incest, adulter, viol, avort, încălcarea normelor de igienă, de alimentație, de post, norme referitoare la proprietate etc.). Această lucrare a dus la înlocuirea treptată a dreptului tradițional cutumiar, cu dreptul juridic scris, unitar, contribuind la centralizarea și consolidarea statală a Moldovei.

### Istoriografia

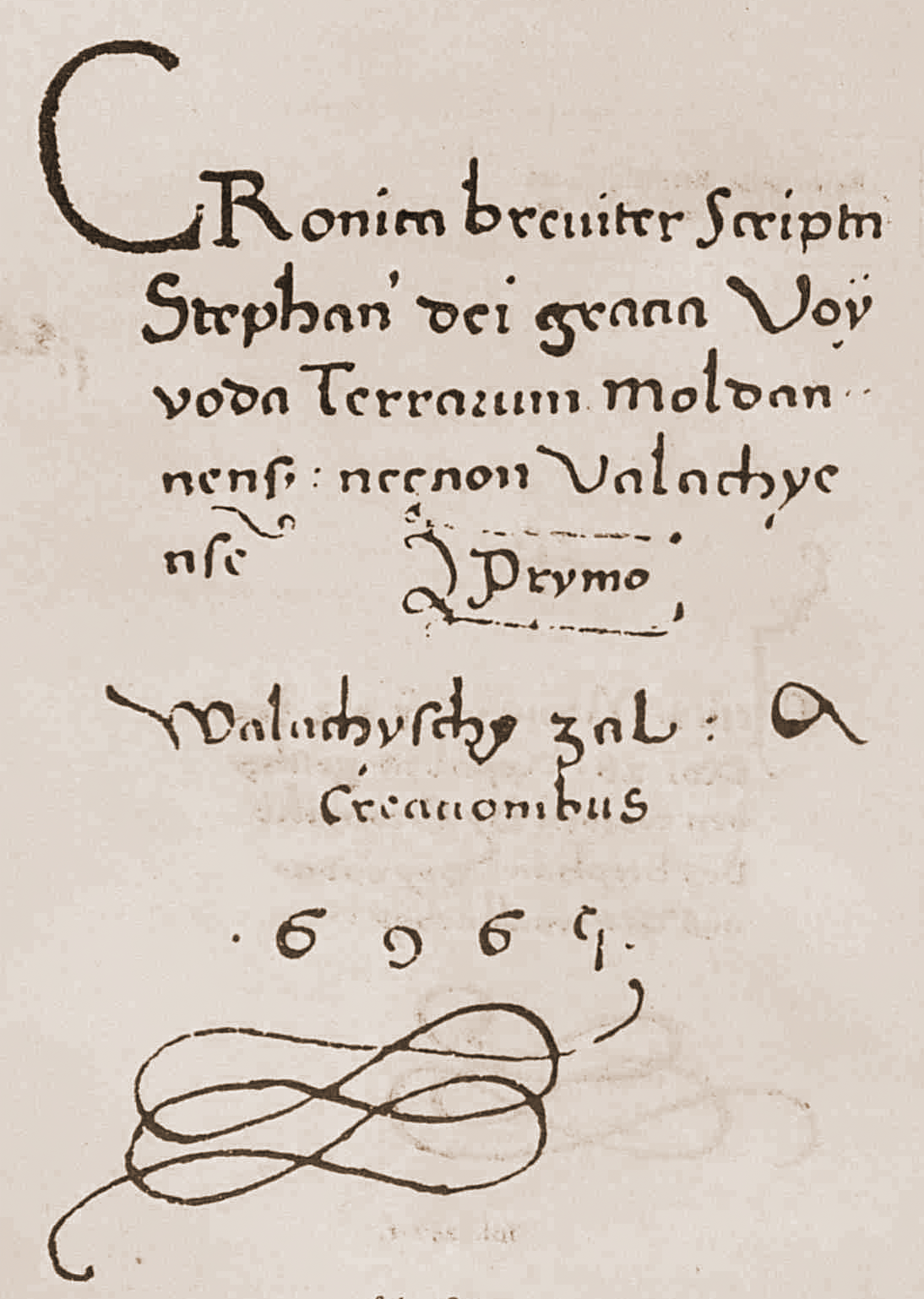
Cronica moldo-germană

Marea majoritate a lucrărilor istorice de referință pe această temă, prezintă practic un consens în a-l considera pe Ștefan cel Mare ca inițiatorul istoriografiei moldovene și inspiratorul unui stil istoriografic specific și original, care și-a pus amprenta asupra modului în care vor fi întocmite cronicile și letopisețele moldovenești în secolele următoare.:5-34:529-531:31-35:190-198:423
Până în prezent s-au păstrat următoarele texte care tratează istoria Moldovei în veacurile XIV-XV: Letopisețul anonim al Moldovei, Letopisețul de la Putna nr. I, Letopisețul de la Putna nr. II, traducerea românească a Letopisețului de la Putna, Cronica scurtă a Moldovei, Cronica moldo-germană, Cronica moldo-polonă, Cronica sârbo-moldovenească și Cronica moldo-rusă. Lor li se adaugă Letopisețul Țării Moldovei de Grigore Ureche, redactat în prima jumătate a secolului XVII, în limba română folosind ca sursă originală de documentare un letopiseț intern pierdut, scris în românește și atribuit lui Eustratie logofătul.:p. 220
Ștefan a avut inițiativa începerii redactării istoriei domniei sale cel mai probabil în perioada 1473-1486. După 1473, când a avut loc prima intervenție a lui Ștefan cel Mare pentru a instala pe tronul Țării Românești pe unul din protejați săi, angajamentul politic și militar al Moldovei împotriva Imperiului Otoman devine complet, apărând necesitatea unei asemenea scrieri, pentru a justifica, din punct de vedere ideologic și istoric, noua politică a domnului moldovean. Prima cronică scrisă în Moldova - Letopisețul slavo-român - a avut caracter oficial, de curte începând să fie închegată în perioada 1473-1486, în cancelaria domnească, fiind reluată și completată, până la finele anului 1496.:p. 227
Ștefan cel Mare a impus un stil istoriografic plin de sobrietate și concis, care se poate observa atât în textele cronicelor din epoca sa, cât și în conținutul inscripțiilor de pe pietrele tombale pe care le-a adăugat mormintelor strămoșilor săi sau din pisaniile bisericilor . El este deosebit de imitația stilului anecdotic al cronografelor - „înfoiat” și prolix  - folosit în letopisețele slavone ale cronicarilor călugări, mai ales Macarie și Azarie.:p. 217

### Arta decorațiunilor

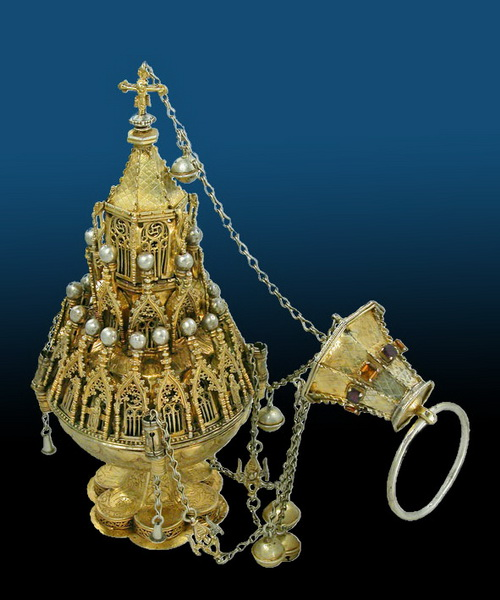
Cădelnită din argint, 1470

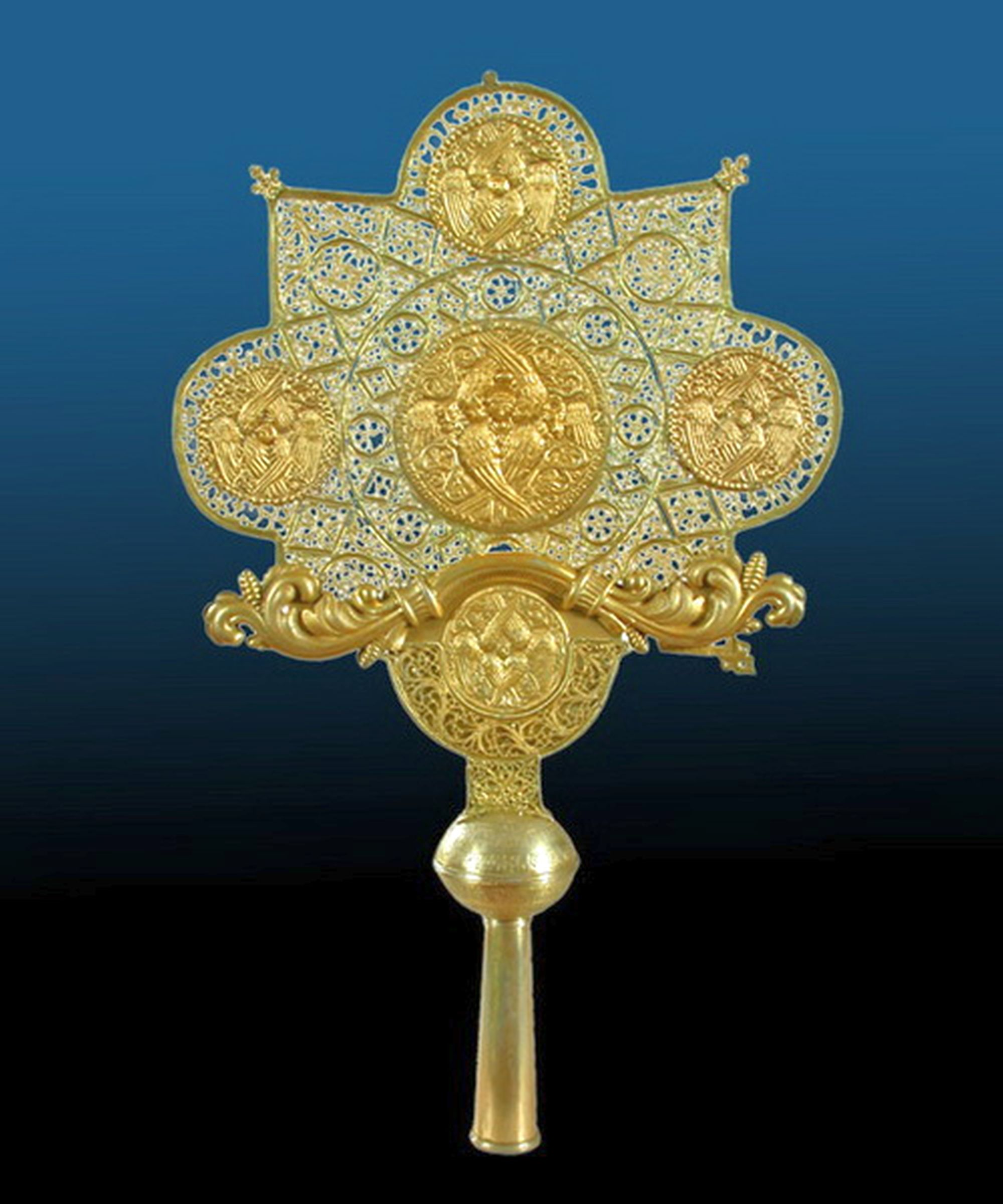
Ripidă de la Mănăstirea Putna, 1497

Arta decorațiunilor din timpul lui Ștefan cel Mare este ilustrată prin două mari categorii: prelucrarea metalelor prețioase și broderia. Obiectele din metale prețioase realizate de meșteșugarii locali prezintă o sinteză de procedee tehnice de influență atât bizantină cât și occidentală, îmbinând elemente iconografice din ambele culturi și realizând, astfel, opere originale, specifice artei românești. Obiectele păstrate din epocă sunt, în principal, cele aparținând cultului creștin: cruci, cădelnițe, cățui, candele, sfeșnice, ripide, ferecături de cărți, potire ș.a. Influențele occidentale, pătrunse pe filiera meșterilor transilvăneni, se văd, de exemplu în aspectul de clădire gotică a unei cădelnițe din argint aurit dăruită de Ștefan, datată 12 aprilie 6978 (1470) și păstrată la mănăstirea Putna. Tradiția bizantină exemplificată prin ripidele din filigran – două, actualmente în Patmos, dăruite inițial, la 30 iulie 6996 (1488), mănăstirii Zografu, și altele două, datate 14 ianuarie 7005 (1497) executate din ordinul lui Ștefan cel Mare în mănăstirea Putna și aflate in prezent una la Muzeul Național de Istorie a României și cealaltă în muzeul de la Putna.:209
Ștefan cel Mare înființează, la Mănăstirea Putna, cel mai important atelier medieval de broderie din țările române, unde erau utilizate materiale și tehnici avansate, cum ar fi: lucrul cu fir de aur și argint, cu mătăsuri scumpe și pietre prețioase.:p. 4 Prin somptuozitatea materialelor folosite, cât și prin frumusețea figurilor ce le împodobesc, prin echilibrul compoziției și armonia, repartiția culorilor, broderia reprezintă una dintre creațiile artistice cele mai reprezentative pentru epoca lui Ștefan cel Mare.:209
Broderia medievală din epoca lui Ștefan îmbină tradițiile autohtone cu cele bizantine și orientale, principalele obiecte realizate fiind cele care serveau oficierii cultului religios: epitafuri, aere, pocrovețe, dvere, zavese, văluri de tâmplă, acoperăminte de pristol, de tetrapod și de morminte, epitrahile, rucavițe, omofoare, orare, bedernițe etc.:192

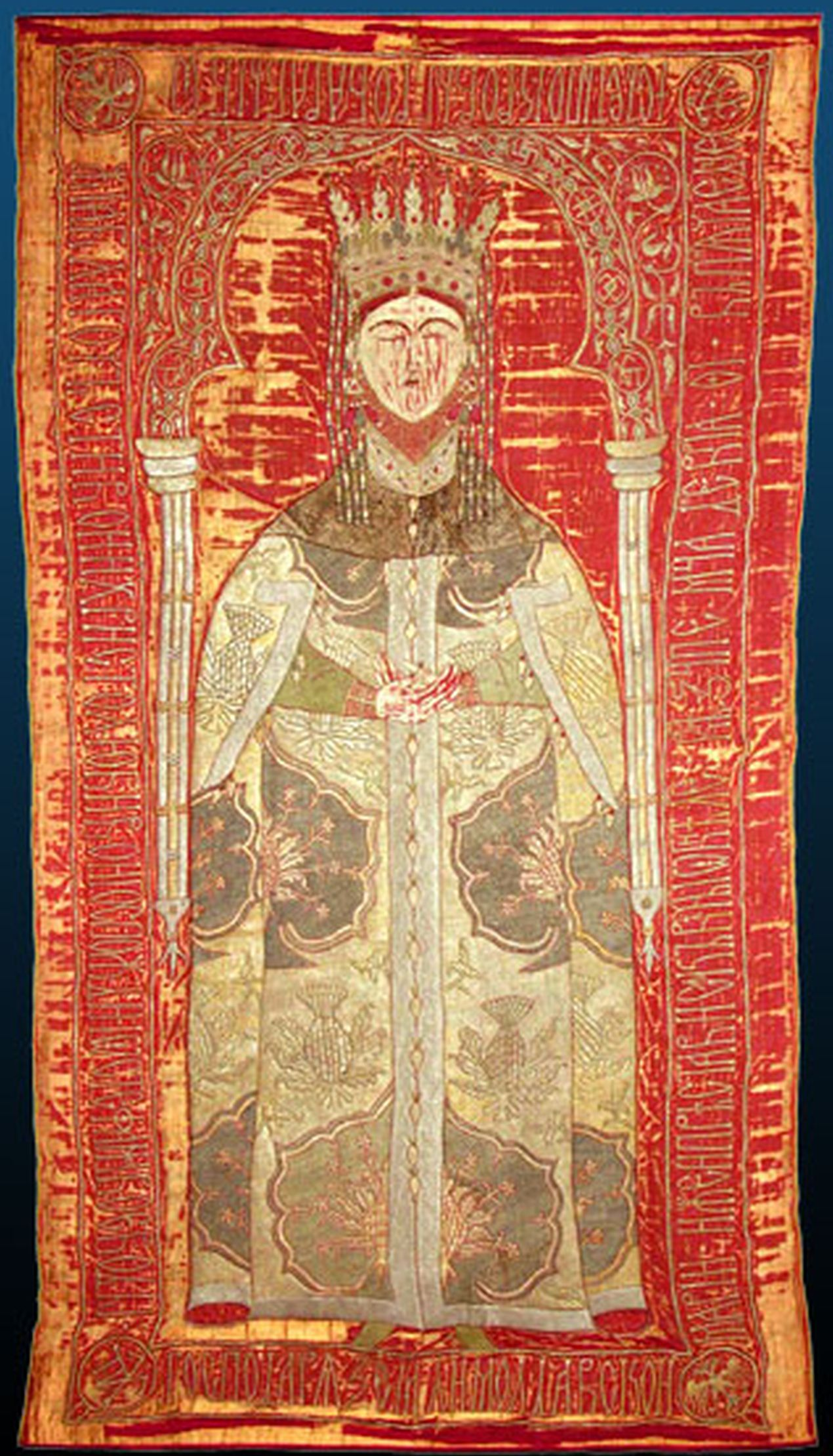
Acoperamântul Mariei de Mangop

Cea mai reprezentativă lucrare de broderie, ca valoare istorică și artistică, este Acoperământul Mariei de Mangop. Aflată într-o stare avansată de degradare, ea a fost supusă unui complex proces de restaurare la începutul anilor 2000, la finalul căruia a fost expusă la Vatican, în expoziția „Ștefan cel Mare și Sfânt – Punte între Occident și Orient”, din luna septembrie 2004.:212

## Figura și epoca lui Ștefan cel Mare reflectate în literatură și artă
Cercetări mai recente au pus în lumină numeroase titluri și vocabule imperiale, aplicate unor domni, în diferite surse (cronici, notițe de manuscrise, inscripții, scrisori, dedicații ș.a.). În cronica sa de curte – cea mai veche cronică moldovenească în slavonă păstrată – Ștefan cel Mare este de regulă intitulat voievod și domn (gospodinß), dar uneori și împărat (în slavă, carß).

## Galerie de imagini

Reprezentări artistice ale lui Ștefan cel Mare
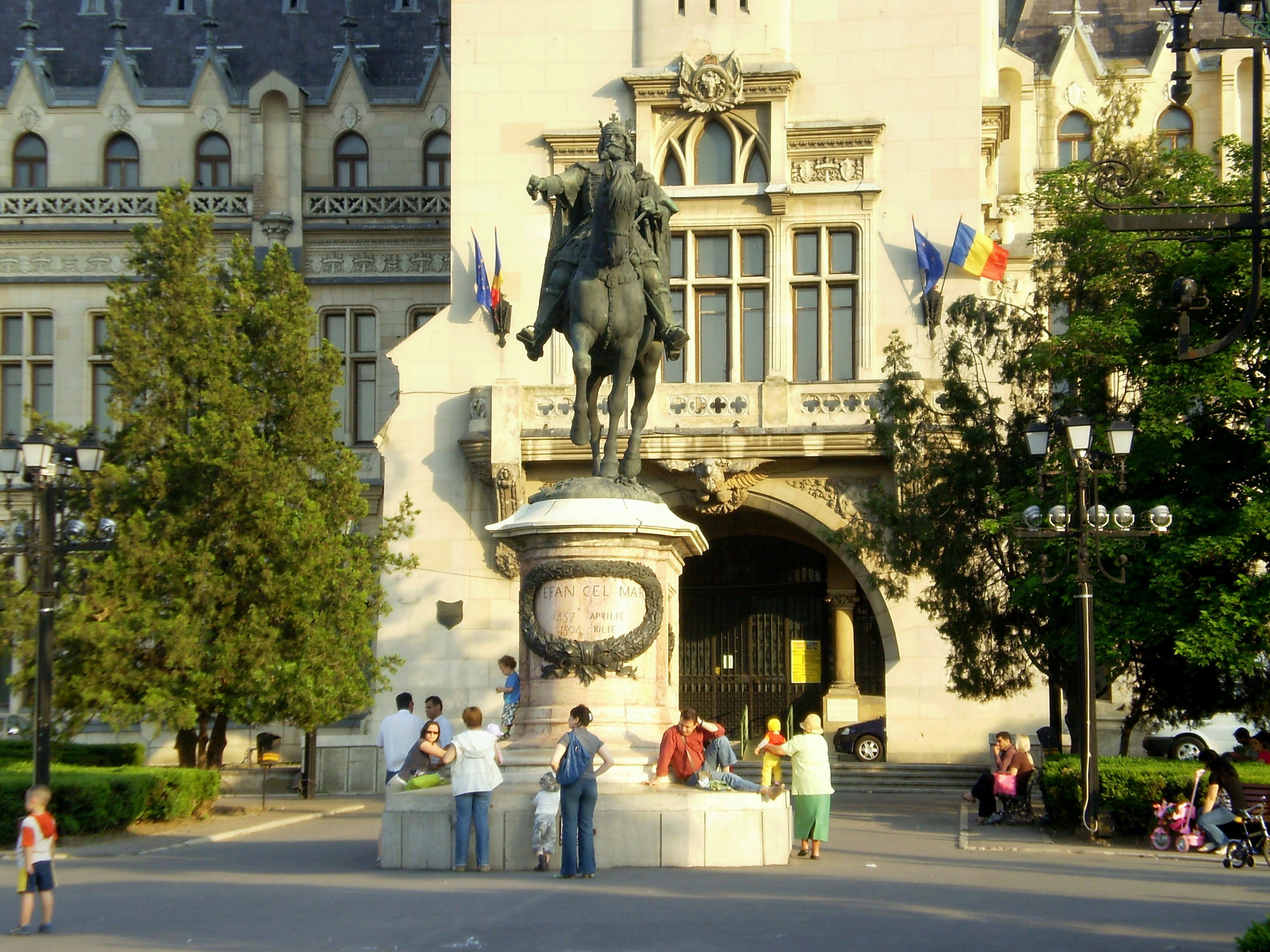
Iași, Palatul Culturii
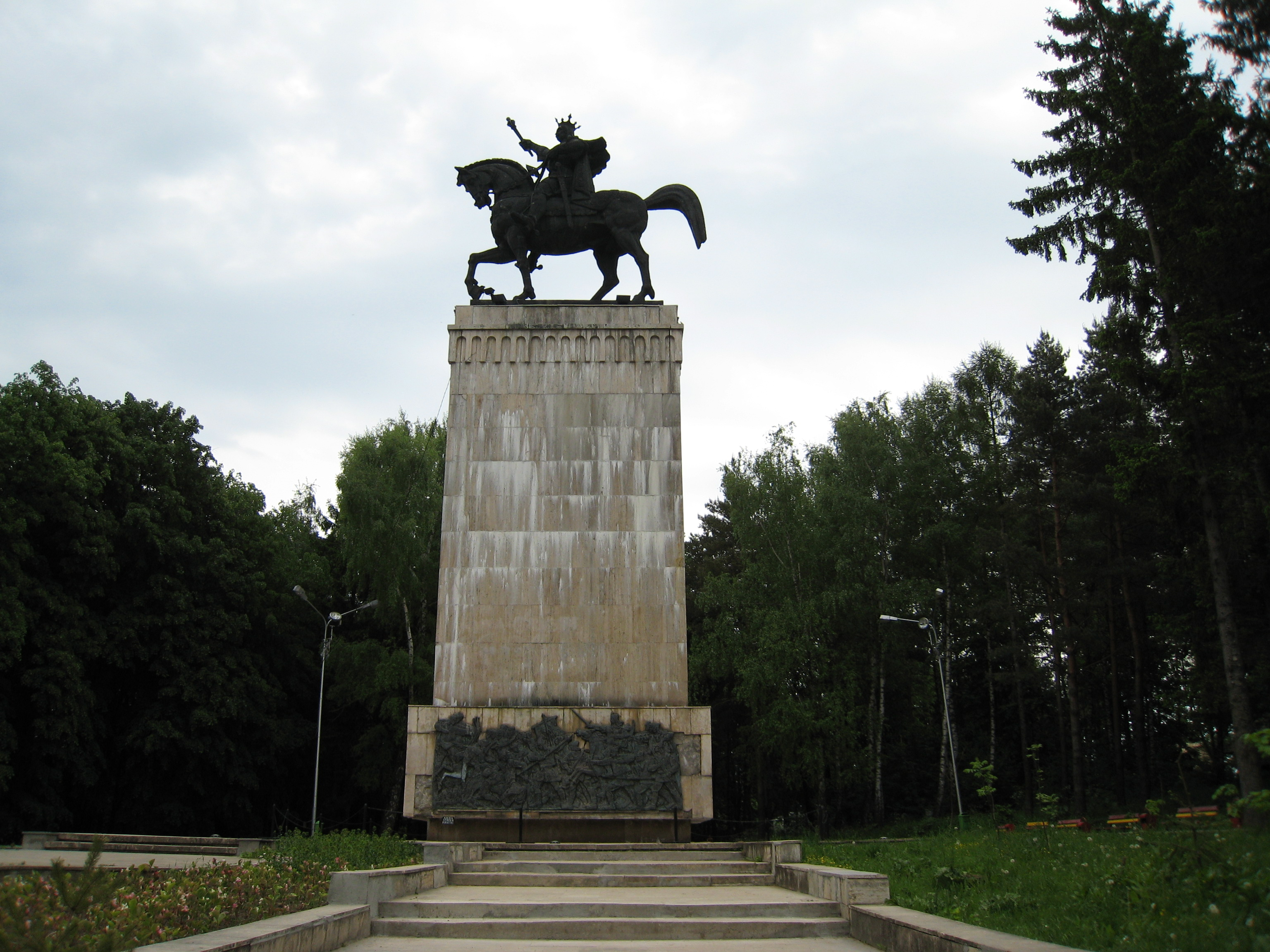
Suceava, Cetatea de Scaun
Vaslui, Podul Înalt
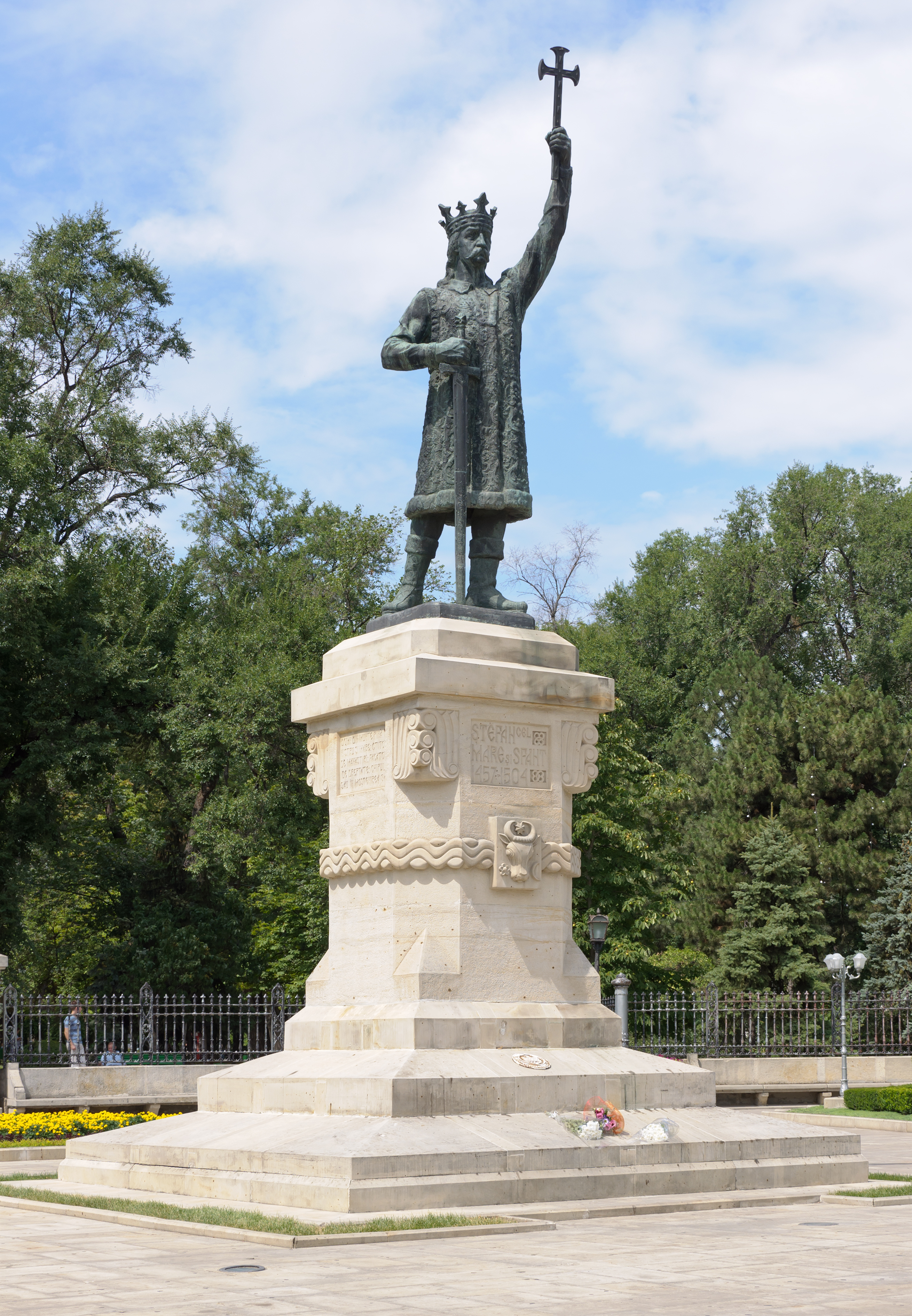
Chișinău
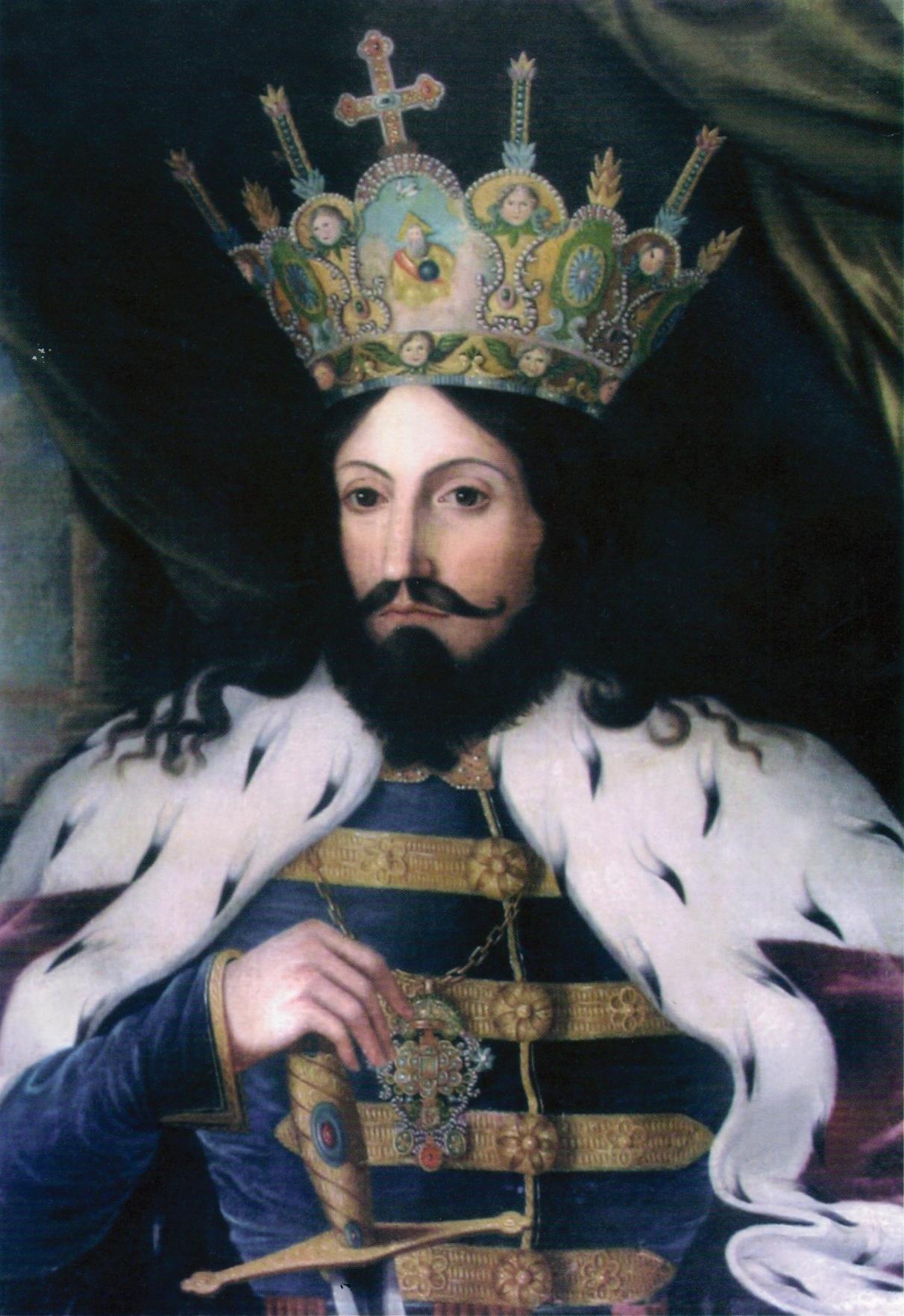
Constantin Lecca, Portret
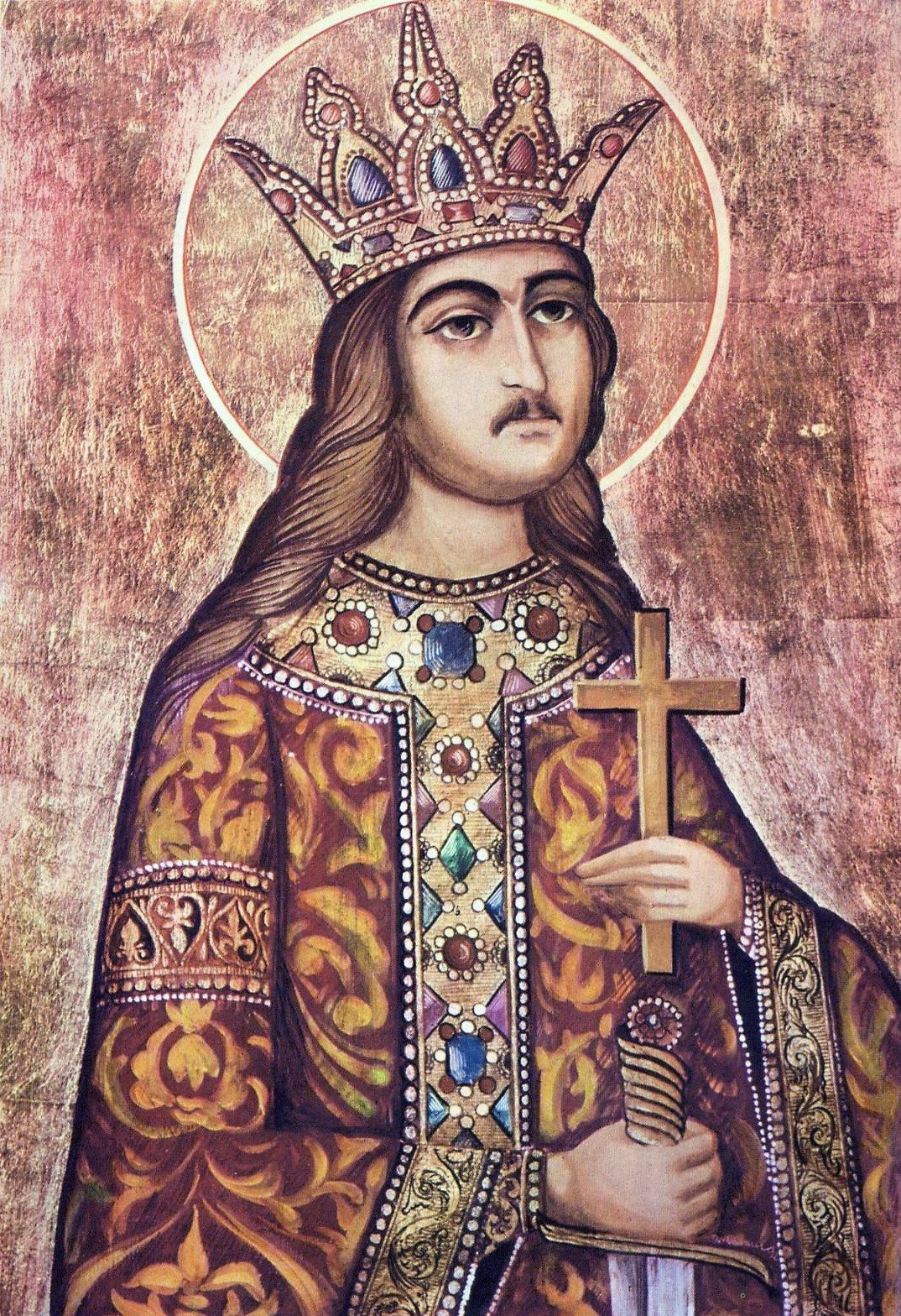
Reprezentarea iconografică
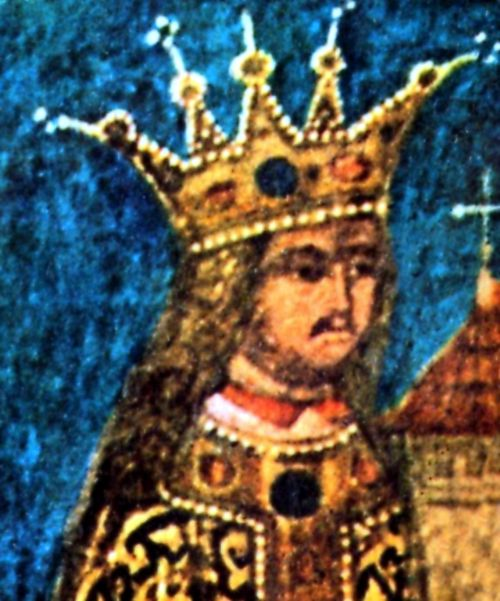
Mănăstirea Dobrovăț
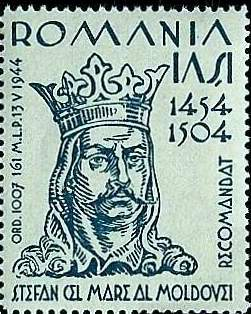
Timbru, 1944